# Seznam her pro Dreamcast

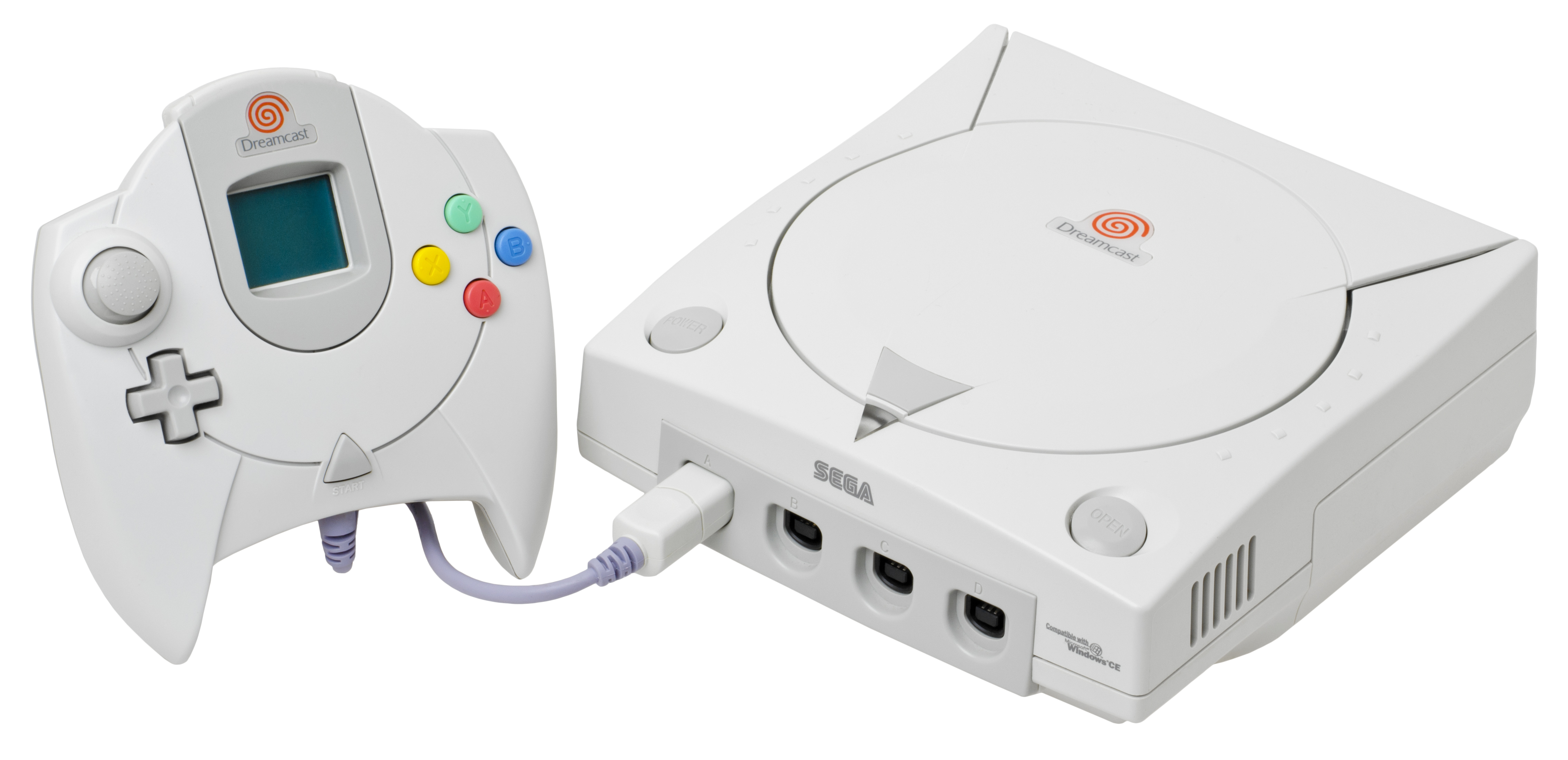
Dreamcast (verze NTSC)

Toto je seznam her pro domácí herní konzoli Dreamcast společnosti Sega.
Všechny licencované hry pro Dreamcast vyšly ve formátu GD-ROM, proprietárním optickém disku založeném na CD, jenž umožňoval uložit až 1 GB dat. Vyvinula jej společnost Sega ve spolupráci s Yamahou. Hry je na Dreamcastu možné hrát pouze v oblastech, ve kterých byly vydány.

## Licencované hry
V seznamu licencovaných her se nachází 619 titulů.
| Název                                                                                              | Vývojář                                      | Vydavatel | Datum vydání       | Datum vydání       | Datum vydání                          |
| Název                                                                                              | Vývojář                                      | Vydavatel | JP                 | SA                 | PAL                                   |
| -------------------------------------------------------------------------------------------------- | -------------------------------------------- | --- | ------------------ | ------------------ | ------------------------------------- |
| 4 Wheel Thunder                                                                                    | Kalisto Entertainment                        | Midway | Nevydáno           | 2. května 2000     | 9. června 2000                        |
| 4x4 Evo                                                                                            | Terminal Reality                             | Gathering of Developers                                                                                           | Nevydáno           | 26. října 2000     | Nevydáno                              |
| 18 Wheeler: American Pro Trucker                                                                   | Sega AM2                                     | Sega | 12. října 2000     | 22. května 2001    | 1. června 2001                        |
| 21: Two One                                                                                        | PrincessSoft                                 | PrincessSoft | 27. prosince 2001  | Nevydáno           | Nevydáno                              |
| 90 Minutes: Sega Championship Football J.League Spectacle SoccerJP                                 | Smilebit                                     | Sega | 7. února 2002      | Nevydáno           | 25. října 2001                        |
| 102 Dalmatians: Puppies to the Rescue                                                              | Prolific Publishing                          | Eidos Interactive                                                                                                 | Nevydáno           | 14. listopadu 2000 | 20. prosince 2000                     |
| Advanced Daisenryaku 2001                                                                          | SystemSoft                                   | Sega | 26. dubna 2001     | Nevydáno           | Nevydáno                              |
| Advanced Daisenryaku: Europe no Arashi - Doitsu Dengeki Sakusen                                    | SystemSoft                                   | Sega | 22. června 2000    | Nevydáno           | Nevydáno                              |
| Aero Dancing F: Todoroki Tsubasa no Hatsu Hikou                                                    | CRI                                          | CRI | 16. listopadu 2000 | Nevydáno           | Nevydáno                              |
| Aero Dancing i                                                                                     | CRI                                          | CRI | 15. února 2001     | Nevydáno           | Nevydáno                              |
| Aero Dancing i: Jikai Sakuma de Machite Masen                                                      | CRI                                          | CRI | 23. srpna 2001     | Nevydáno           | Nevydáno                              |
| Aero Dancing: Torodoki Taichou no Himitsu Disc                                                     | CRI                                          | CRI | 20. ledna 2000     | Nevydáno           | Nevydáno                              |
| AeroWings Aero Dancing featuring Blue ImpulseJP                                                    | CRI                                          | CRIJP Crave Entertainmentcelosvětově                                                                              | 4. března 1999     | 9. září 1999       | 29. října 1999                        |
| AeroWings 2: Airstrike Aero Dancing FJP                                                            | CRI                                          | CRIJP Crave Entertainmentcelosvětově                                                                              | 24. února 2000     | 8. srpna 2000      | 8. prosince 2000                      |
| After...: Wasureenu Kizuna                                                                         | Ciel                                         | Pionesoft | 26. února 2004     | Nevydáno           | Nevydáno                              |
| Aikagi: Hidamari to Kanojo no Heyagi                                                               | F&C・FC02                                    | NEC Interchannel                                                                                                  | 7. srpna 2003      | Nevydáno           | Nevydáno                              |
| Air                                                                                                | Key                                          | NEC Interchannel                                                                                                  | 20. září 2001      | Nevydáno           | Nevydáno                              |
| Airforce Delta Deadly SkiesPAL                                                                     | Konami Computer Entertainment Yokohama       | Konami | 29. července 1999  | 9. září 1999       | 18. února 2000                        |
| Alien Front Online                                                                                 | Wow Entertainment                            | Sega | Nevydáno           | 7. srpna 2001      | Nevydáno                              |
| Alone in the Dark: The New Nightmare                                                               | Darkworks                                    | Infogrames | Nevydáno           | 24. září 2001      | 22. června 2001                       |
| Angel Present                                                                                      | HuneX                                        | NEC Interchannel                                                                                                  | 12. dubna 2001     | Nevydáno           | Nevydáno                              |
| Angel Wish: Kimi no Egao ni Chu!                                                                   | Favourite                                    | Pionesoft | 24. února 2005     | Nevydáno           | Nevydáno                              |
| Animastar                                                                                          | AKI                                          | AKI | 15. června 2000    | Nevydáno           | Nevydáno                              |
| Ao no Roku-gō: Saigetsu Fumachibito -Time and Tide                                                 | Sega                                         | Sega | 7. prosince 2000   | Nevydáno           | Nevydáno                              |
| Aqua GT                                                                                            | East Point Software                          | Take-Two Interactive                                                                                              | Nevydáno           | Nevydáno           | 22. prosince 2000                     |
| Armada                                                                                             | Metro3D                                      | Metro3D | Nevydáno           | 26. listopadu 1999 | Nevydáno                              |
| Army Men: Sarge's Heroes                                                                           | Saffire                                      | Midway | Nevydáno           | 31. října 2000     | 17. listopadu 2000                    |
| Atari Anniversary Edition                                                                          | Digital Eclipse                              | Infogrames | Nevydáno           | 26. června 2001    | Nevydáno                              |
| Atsumare! GuruGuru Onsen                                                                           | Sega AM7                                     | Sega | 23. září 1999      | Nevydáno           | Nevydáno                              |
| Atsumare! GuruGuru Onsen BB                                                                        | Overworks                                    | Sega | 31. října 2000     | Nevydáno           | Nevydáno                              |
| Baldr Force EXE                                                                                    | Giga                                         | Alchemist | 28. října 2004     | Nevydáno           | Nevydáno                              |
| Bang! Gunship Elite                                                                                | RayLand                                      | Red Storm Entertainment                                                                                           | Nevydáno           | 22. prosince 2000  | Nevydáno                              |
| Bangai-O                                                                                           | Treasure                                     | Entertainment Software PublishingJP Swing! Entertainment Media AGPAL Conspiracy EntertainmentSA                   | 9. prosince 1999   | 21. března 2001    | 20. října 2000                        |
| Bass Rush Dream: EcoGear PowerWorm Championship                                                    | Visco                                        | Visco | 21. prosince 2000  | Nevydáno           | Nevydáno                              |
| Battle Beaster                                                                                     | Studio Wonder Effect                         | Studio Wonder Effect                                                                                              | 15. března 2001    | Nevydáno           | Nevydáno                              |
| BikkuriMan 2000 Viva! Festival!                                                                    | Sega Toys                                    | Sega Toys | 2. května 2000     | Nevydáno           | Nevydáno                              |
| BioHazard Code: Veronica Kanzenban                                                                 | Capcom                                       | Capcom | 22. března 2001    | Nevydáno           | Nevydáno                              |
| Black/Matrix Advanced                                                                              | Flight-Plan                                  | NEC Interchannel                                                                                                  | 30. září 1999      | Nevydáno           | Nevydáno                              |
| Blue-Sky-Blue: Sora o Mau Tsubasa                                                                  | EMU                                          | Reindeer | 26. června 2003    | Nevydáno           | Nevydáno                              |
| Blue Stinger                                                                                       | Climax Graphics                              | SegaJP Activisioncelosvětově                                                                                      | 25. března 1999    | 9. září 1999       | 14. října 1999                        |
| Bokomu no Tatsujin                                                                                 | Fujicom                                      | Fujicom | 24. ledna 2002     | Nevydáno           | Nevydáno                              |
| Boku no Tennis Jinsei                                                                              | Bimboosoft                                   | Bimboosoft | 20. září 2001      | Nevydáno           | Nevydáno                              |
| Boku to, Bokura no Natsu                                                                           | KID                                          | KID | 26. září 2002      | Nevydáno           | Nevydáno                              |
| Boku Doraemon                                                                                      | Sega Toys                                    | Sega Toys | 25. ledna 2001     | Nevydáno           | Nevydáno                              |
| Bomber Hehhe!                                                                                      | Fujicom                                      | Fujicom | 10. ledna 2002     | Nevydáno           | Nevydáno                              |
| Bomberman Online                                                                                   | h.a.n.d. Hudson Soft                         | Sega | Nevydáno           | 30. října 2001     | Nevydáno                              |
| Border Down                                                                                        | G.rev                                        | G.rev | 25. září 2003      | Nevydáno           | Nevydáno                              |
| Bounty Hunter Sara: Holy Mountain no Teiou                                                         | Flagship                                     | Capcom | 24. května 2001    | Nevydáno           | Nevydáno                              |
| Bust-A-Move 4celosvětově Puzzle Bobble 4JP                                                         | Taito                                        | CyberFrontJP Club Acclaimcelosvětově                                                                              | 16. března 2000    | 1. června 2000     | 9. června 2000                        |
| Buzz Lightyear of Star Command                                                                     | Traveller's Tales                            | Activision | Nevydáno           | 4. října 2000      | 9. února 2001                         |
| Caesars Palace 2000                                                                                | Runecraft                                    | Interplay Entertainment                                                                                           | Nevydáno           | 20. září 2000      | 16. června 2000                       |
| Cafe Little Wish                                                                                   | Patissier                                    | PrincessSoft | 29. května 2003    | Nevydáno           | Nevydáno                              |
| Canaria: Kono Omoi o Uta ni Nosete                                                                 | Front Wing HuneX                             | NEC Interchannel                                                                                                  | 23. srpna 2001     | Nevydáno           | Nevydáno                              |
| Candy Stripe: Minarai Tenshi                                                                       | Wow Entertainment                            | Sega | 25. října 2001     | Nevydáno           | Nevydáno                              |
| Cannon Spike                                                                                       | Psikyo                                       | CapcomJP/SA Bigben InteractivePAL                                                                                 | 21. prosince 2000  | 15. listopadu 2000 | 26. dubna 2002                        |
| Canvas: Sepia Iro no Motif                                                                         | Cocktail Soft                                | NEC Interchannel                                                                                                  | 5. dubna 2001      | Nevydáno           | Nevydáno                              |
| Capcom vs. SNK: Millennium Fight 2000                                                              | Capcom Production Studio 1                   | CapcomJP/SA Virgin Interactive EntertainmentPAL                                                                   | 6. září 2000       | 8. listopadu 2000  | 15. prosince 2000                     |
| Capcom vs. SNK: Millennium Fight 2000 Pro                                                          | Capcom Production Studio 1                   | Capcom | 14. června 2001    | Nevydáno           | Nevydáno                              |
| Capcom vs. SNK 2: Millionaire Fighting 2001                                                        | Capcom                                       | Capcom | 13. září 2001      | Nevydáno           | Nevydáno                              |
| Card Captor Sakura: Tomoyo no Video Daisenkusen                                                    | Sega Rosso                                   | Sega | 28. prosince 2000  | Nevydáno           | Nevydáno                              |
| Card of Destiny: Hikari to Yami no Tougoumono                                                      | Abel                                         | Abel | 28. března 2002    | Nevydáno           | Nevydáno                              |
| Carrier                                                                                            | Jaleco                                       | JalecoJP/SA Xicat InteractivePAL                                                                                  | 24. února 2000     | 29. února 2000     | 5. července 2001                      |
| Castle Fantasia Seima Taisen                                                                       | AGREE                                        | Symbio Planning                                                                                                   | 11. července 2002  | Nevydáno           | Nevydáno                              |
| Centipede                                                                                          | Leaping Lizard Software                      | Hasbro Interactive                                                                                                | Nevydáno           | 23. listopadu 1999 | Nevydáno                              |
| Championship Surfer                                                                                | Krome Studios                                | Mattel InteractiveSA GAME StudiosPAL                                                                              | Nevydáno           | 4. prosince 2000   | 10. srpna 2001                        |
| Chaos Field                                                                                        | MileStone Inc.                               | MileStone Inc. | 16. prosince 2004  | Nevydáno           | Nevydáno                              |
| Charge 'n Blast                                                                                    | CRI SIMS                                     | SIMSJP Xicat Interactivecelosvětově                                                                               | 7. prosince 2000   | 7. února 2001      | 29. června 2001                       |
| Cherry Blossom                                                                                     | Takuyo                                       | Takuyo | 28. dubna 2004     | Nevydáno           | Nevydáno                              |
| Chicken Run                                                                                        | Blitz Games                                  | Eidos Interactive                                                                                                 | Nevydáno           | 13. listopadu 2000 | 24. listopadu 2000                    |
| Chocolat: Maid Cafe "Curio"                                                                        | Giga                                         | Alchemist | 25. prosince 2003  | Nevydáno           | Nevydáno                              |
| Chou-Hatsumei Boy Kanipan: Bousou Robot no Nazo!?                                                  | Sega                                         | Sega | 8. července 1999   | Nevydáno           | Nevydáno                              |
| Christmas Seaman                                                                                   | Vivarium                                     | Vivarium | 16. prosince 1999  | Nevydáno           | Nevydáno                              |
| ChuChu Rocket!                                                                                     | Sonic Team                                   | Sega | 11. listopadu 1999 | 7. března 2000     | 9. června 2000                        |
| Cleopatra Fortune                                                                                  | Altron                                       | Altron | 21. června 2001    | Nevydáno           | Nevydáno                              |
| Close to: Inori no Oka                                                                             | KID                                          | KID | 19. dubna 2001     | Nevydáno           | Nevydáno                              |
| Coaster Works Jet Coaster DreamJP                                                                  | Bimboosoft                                   | Bottom UpJP Xicat Interactivecelosvětově                                                                          | 9. prosince 1999   | 3. dubna 2001      | 29. června 2001                       |
| Comic Party                                                                                        | Aquaplus                                     | Aquaplus | 9. srpna 2001      | Nevydáno           | Nevydáno                              |
| Confidential Mission                                                                               | Hitmaker                                     | Sega | 14. června 2001    | 14. května 2001    | 25. května 2001                       |
| Conflict Zone                                                                                      | MASA Group                                   | Ubi Soft | Nevydáno           | 15. prosince 2001  | 26. dubna 2002                        |
| Cool Cool Toon                                                                                     | SNK                                          | SNK | 10. srpna 2000     | Nevydáno           | Nevydáno                              |
| Cosmic Smash                                                                                       | Sega Rosso                                   | Sega | 13. září 2001      | Nevydáno           | Nevydáno                              |
| CR Hissatsu Shigotonin Pachitte Chonmage @ VPACHI                                                  | Hackberry                                    | Hackberry | 2. srpna 2001      | Nevydáno           | Nevydáno                              |
| Crazy Taxi                                                                                         | Hitmaker                                     | Sega | 27. ledna 2000     | 2. února 2000      | 25. února 2000                        |
| Crazy Taxi 2                                                                                       | Hitmaker                                     | Sega | 31. května 2001    | 29. května 2001    | 6. července 2001                      |
| Culdcept Second                                                                                    | Omiya Soft                                   | Media Factory | 12. července 2001  | Nevydáno           | Nevydáno                              |
| Cyber Team in Akihabara: PataPies!                                                                 | Westone                                      | Sega | 29. července 1999  | Nevydáno           | Nevydáno                              |
| Cyber Troopers Virtual-On Oratorio Tangram                                                         | Sega AM3                                     | SegaJP ActivisionSA                                                                                               | 9. prosince 1999   | 7. června 2000     | Nevydáno                              |
| D+Vine (Luv)                                                                                       | PrincessSoft                                 | PrincessSoft | 25. října 2001     | Nevydáno           | Nevydáno                              |
| D2                                                                                                 | Warp                                         | WarpJP SegaSA | 23. prosince 1999  | 22. srpna 2000     | Nevydáno                              |
| Dance Dance Revolution 2ndMix                                                                      | Konami Computer Entertainment Tokyo          | Konami | 17. února 2000     | Nevydáno           | Nevydáno                              |
| Dance Dance Revolution Club Version Dreamcast Edition                                              | Konami Computer Entertainment Tokyo          | Konami | 27. dubna 2000     | Nevydáno           | Nevydáno                              |
| Dancing Blade: Katte ni Momotenshi! Kanzenban                                                      | Konami Computer Entertainment Tokyo          | Konami | 2. září 1999       | Nevydáno           | Nevydáno                              |
| Dancing Blade Katte ni Momotenshi II: Tears of Eden Kanzenban                                      | Konami Computer Entertainment Tokyo          | Konami | 30. září 1999      | Nevydáno           | Nevydáno                              |
| Dave Mirra Freestyle BMX                                                                           | Z-Axis                                       | Acclaim Max Sports                                                                                                | Nevydáno           | 21. listopadu 2000 | 8. prosince 2000                      |
| Daytona USA 2001celosvětově Daytona USASA                                                          | Amusement Vision Genki                       | Sega Hasbro InteractiveJP/SA InfogramesPAL                                                                        | 21. prosince 2000  | 12. března 2001    | 11. května 2001                       |
| Dead or Alive 2                                                                                    | Team Ninja                                   | TecmoJP/SA Acclaim EntertainmentPAL                                                                               | 28. září 2000      | 29. února 2000     | 28. dubna 2000                        |
| Death Crimson 2: Meranito no Saidan                                                                | Ecole                                        | Ecole | 25. listopadu 1999 | Nevydáno           | Nevydáno                              |
| Death Crimson OX                                                                                   | Ecole                                        | EcoleJP Sammy EntertainmentSA                                                                                     | 10. května 2001    | 8. srpna 2001      | Nevydáno                              |
| Deep Fighter                                                                                       | Criterion Games                              | Ubi Soft | Nevydáno           | 23. srpna 2000     | 22. září 2000                         |
| De La Jet Set Radio                                                                                | Smilebit                                     | Sega | 1. ledna 2001      | Nevydáno           | Nevydáno                              |
| Demolition Racer: No Exit                                                                          | Pitbull Syndicate                            | Infogrames North America                                                                                          | Nevydáno           | 25. října 2000     | Nevydáno                              |
| Dengen Tenshi Taisen Mahjong: Shangri-La                                                           | Marvelous Entertainment                      | Marvelous Entertainment                                                                                           | 25. listopadu 1999 | Nevydáno           | Nevydáno                              |
| Denpa Shonenteki Kenshoseikatsu Soft Nasubi no Heya                                                | Hudson Soft                                  | Hudson Soft | 22. července 1999  | Nevydáno           | Nevydáno                              |
| Densha de Go! 2                                                                                    | Taito                                        | Taito | 20. ledna 2000     | Nevydáno           | Nevydáno                              |
| Derby Tsuku: Derby Ba o Tsukurou!                                                                  | Smilebit Team Land Ho!                       | Sega | 27. července 2000  | Nevydáno           | Nevydáno                              |
| Derby Tsuku 2                                                                                      | Smilebit                                     | Sega | 9. srpna 2001      | Nevydáno           | Nevydáno                              |
| DeSpiria                                                                                           | Atlus                                        | Atlus | 21. září 2000      | Nevydáno           | Nevydáno                              |
| Di Gi Charat Fantasy                                                                               | Westone                                      | Broccoli | 6. září 2001       | Nevydáno           | Nevydáno                              |
| Digital Keiba Shinbun: My Trackman                                                                 | Shouei System                                | Shouei System | 8. dubna 1999      | Nevydáno           | Nevydáno                              |
| Dino Crisis                                                                                        | Nextech                                      | CapcomJP/SA Virgin Interactive EntertainmentPAL                                                                   | 6. září 2000       | 15. listopadu 2000 | 22. prosince 2000                     |
| Dinosaur                                                                                           | Ubi Soft Paris                               | Ubi Soft | Nevydáno           | 28. listopadu 2000 | 24. listopadu 2000                    |
| Doguu Senki: Haou                                                                                  | Victor Interactive Software                  | Victor Interactive Software                                                                                       | 10. srpna 2000     | Nevydáno           | Nevydáno                              |
| Doki Doki Idol Star Seeker Remix                                                                   | G.rev                                        | G.rev | 31. ledna 2002     | Nevydáno           | Nevydáno                              |
| Donald Duck: Goin' Quackers Donald Duck: Quack AttackPAL                                           | Ubi Soft Casablanca                          | Ubi Soft | Nevydáno           | 13. prosince 2000  | 15. prosince 2000                     |
| Dousoukai 2 Again & Refrain                                                                        | NEC Interchannel                             | NEC Interchannel                                                                                                  | 27. června 2002    | Nevydáno           | Nevydáno                              |
| Draconus: Cult of the Wyrm Dragon's BloodPAL                                                       | Treyarch                                     | Crave EntertainmentSA Interplay EntertainmentPAL                                                                  | Nevydáno           | 23. června 2000    | 30. června 2000                       |
| Dragon Riders: Chronicles of Pern                                                                  | Ubi Studios UK                               | Ubi Soft | Nevydáno           | 8. srpna 2001      | 8. února 2002                         |
| Ducati World Racing Challenge                                                                      | Attention to Detail                          | Acclaim Entertainment                                                                                             | Nevydáno           | 13. února 2001     | 9. března 2001                        |
| Dynamite Cop                                                                                       | Sega AM1                                     | Sega | 27. května 1999    | 2. listopadu 1999  | 14. října 1999                        |
| Ecco the Dolphin: Defender of the Future                                                           | Appaloosa Interactive                        | Sega | 25. ledna 2001     | 15. srpna 2000     | 16. června 2000                       |
| ECW Anarchy Rulz                                                                                   | Acclaim Studios Salt Lake City               | Acclaim Entertainment                                                                                             | Nevydáno           | 28. listopadu 2000 | 9. února 2001                         |
| ECW Hardcore Revolution                                                                            | Acclaim Studios Salt Lake City               | Acclaim Entertainment                                                                                             | Nevydáno           | 29. února 2000     | 17. března 2000                       |
| Eisei Meijin III: Game Creator Yoshimura Nobuhiro no Zunou                                         | Konami Computer Entertainment Tokyo          | Konami | 8. července 1999   | Nevydáno           | Nevydáno                              |
| El Dorado Gate Volume 1                                                                            | Capcom                                       | Capcom | 10. října 2000     | Nevydáno           | Nevydáno                              |
| El Dorado Gate Volume 2                                                                            | Capcom                                       | Capcom | 12. prosince 2000  | Nevydáno           | Nevydáno                              |
| El Dorado Gate Volume 3                                                                            | Capcom                                       | Capcom | 2. února 2001      | Nevydáno           | Nevydáno                              |
| El Dorado Gate Volume 4                                                                            | Capcom                                       | Capcom | 12. dubna 2001     | Nevydáno           | Nevydáno                              |
| El Dorado Gate Volume 5                                                                            | Capcom                                       | Capcom | 6. června 2001     | Nevydáno           | Nevydáno                              |
| El Dorado Gate Volume 6                                                                            | Capcom                                       | Capcom | 8. srpna 2001      | Nevydáno           | Nevydáno                              |
| El Dorado Gate Volume 7                                                                            | Capcom                                       | Capcom | 10. října 2001     | Nevydáno           | Nevydáno                              |
| Elemental Gimmick Gear                                                                             | Birthday                                     | Hudson SoftJP Vatical EntertainmentSA                                                                             | 27. května 1999    | 28. prosince 1999  | Nevydáno                              |
| Elysion: Eien no Sanctuary                                                                         | Terios                                       | NEC Interchannel                                                                                                  | 25. července 2002  | Nevydáno           | Nevydáno                              |
| Erde: Nezu no Kinoshitade                                                                          | KID                                          | KID | 7. srpna 2003      | Nevydáno           | Nevydáno                              |
| Es                                                                                                 | Foursome                                     | TV Asahi / Sega                                                                                                   | 5. dubna 2001      | Nevydáno           | Nevydáno                              |
| ESPN International Track & Field                                                                   | Konami Computer Entertainment Osaka          | Konami | 31. srpna 2000     | 27. září 2000      | 22. září 2000                         |
| ESPN NBA 2Night                                                                                    | Sunset Entertainment                         | Konami | Nevydáno           | 20. listopadu 2000 | Nevydáno                              |
| European Super League                                                                              | Crimson Coyote Developments                  | Virgin Interactive Entertainment                                                                                  | Nevydáno           | Nevydáno           | 2. března 2001                        |
| Eve Zero Kanzenban: Ark of the Matter                                                              | C's ware                                     | NetVillage | 22. března 2001    | Nevydáno           | Nevydáno                              |
| Ever 17: The Out of Infinity                                                                       | KID                                          | KID | 29. srpna 2002     | Nevydáno           | Nevydáno                              |
| Ever 17: The Out of Infinity: Premium Edition                                                      | KID                                          | KID | 27. listopadu 2003 | Nevydáno           | Nevydáno                              |
| Evil Dead: Hail to the King                                                                        | Heavy Iron Studios                           | THQ | Nevydáno           | 19. prosince 2000  | 22. června 2001                       |
| Evil Twin: Cyprien's Chronicles                                                                    | In Utero                                     | BigBen Interactive                                                                                                | Nevydáno           | Nevydáno           | 26. dubna 2002                        |
| Evolution: The World of Sacred Device                                                              | Sting                                        | Sega / Entertainment Software PublishingJP Ubi Softcelosvětově                                                    | 21. ledna 1999     | 16. prosince 1999  | 9. června 2000                        |
| Evolution 2: Far Off Promise                                                                       | Sting                                        | Entertainment Software PublishingJP Ubi Softcelosvětově                                                           | 23. prosince 1999  | 29. června 2000    | 23. listopadu 2001                    |
| Exhibition of Speed                                                                                | Player 1                                     | Titus Interactive                                                                                                 | Nevydáno           | Nevydáno           | 18. května 2001                       |
| Exodus Guilty Neos                                                                                 | Abel                                         | Abel | 31. května 2001    | Nevydáno           | Nevydáno                              |
| F1 World Grand Prix                                                                                | Video System                                 | Segacelosvětově Video SystemJP                                                                                    | 25. listopadu 1999 | 25. dubna 2000     | 19. listopadu 1999                    |
| F1 World Grand Prix II                                                                             | Video System                                 | Video SystemJP SegaPAL                                                                                            | 22. listopadu 2000 | Nevydáno           | 24. listopadu 2000                    |
| F1 Racing Championship                                                                             | Ubi Soft                                     | Video System | Nevydáno           | Nevydáno           | 19. ledna 2001                        |
| F355 Challenge: Passione Rossa                                                                     | Sega AM2 CRI                                 | SegaJP Acclaim Entertainmentcelosvětově                                                                           | 3. srpna 2000      | 22. září 2000      | 20. října 2000                        |
| Fatal Fury: Mark of the Wolves Garou: Mark of the WolvesJP                                         | SNK                                          | SNKJP AgetecSA | 27. září 2001      | 23. listopadu 2001 | Nevydáno                              |
| Fighting Force 2                                                                                   | Core Design                                  | Eidos Interactive                                                                                                 | Nevydáno           | 22. prosince 1999  | 24. prosince 1999                     |
| Fighting Vipers 2                                                                                  | CRI Scarab                                   | Sega | 18. ledna 2001     | Nevydáno           | 9. března 2001                        |
| Fire Pro Wrestling D                                                                               | S-Neo                                        | Spike | 1. března 2001     | Nevydáno           | Nevydáno                              |
| First Kiss Story II: Anata ga Iru Kara                                                             | HuneX M2                                     | Broccoli | 8. srpna 2002      | Nevydáno           | Nevydáno                              |
| Flag to Flag Super Speed RacingJP                                                                  | Zoom                                         | Sega | 25. března 1999    | 9. září 1999       | Nevydáno                              |
| Floigan Bros.                                                                                      | Visual Concepts                              | Sega | Nevydáno           | 30. července 2001  | 23. listopadu 2001                    |
| For Symphony: With All One's Heart                                                                 | Takuyo                                       | Takuyo | 31. července 2003  | Nevydáno           | Nevydáno                              |
| Fragrance Tale                                                                                     | Takuyo                                       | Takuyo | 26. července 2001  | Nevydáno           | Nevydáno                              |
| Frame Gride                                                                                        | FromSoftware                                 | FromSoftware | 15. července 1999  | Nevydáno           | Nevydáno                              |
| Frogger 2: Swampy's Revenge                                                                        | Blitz Games                                  | Hasbro Interactive                                                                                                | Nevydáno           | 12. října 2000     | Nevydáno                              |
| Fur Fighters                                                                                       | Bizarre Creations                            | Acclaim Entertainment                                                                                             | Nevydáno           | 13. července 2000  | 23. června 2000                       |
| Fushigi no Dungeon: Fuurai no Shiren Gaiden: Onnakenshi Asuka Kenzan!                              | Neverland Chunsoft                           | Sega | 7. února 2002      | Nevydáno           | Nevydáno                              |
| Gaia Master Kessen! Seikiou Densetsu                                                               | Capcom                                       | Capcom | 28. června 2001    | Nevydáno           | Nevydáno                              |
| Gakkyuu Ou Yamazaki: Yamazaki Oukoku Daifunsou!                                                    | Sega                                         | Sega | 23. prosince 1999  | Nevydáno           | Nevydáno                              |
| Gauntlet Legends                                                                                   | Midway Games West                            | Midway | Nevydáno           | 6. června 2000     | 21. července 2000                     |
| Get!! Colonies                                                                                     | Midnight Synergy Sega                        | Sega | 30. března 2000    | Nevydáno           | Nevydáno                              |
| Giant Gram 2000: Zen Nihon Pro Wres 3 Eikou no Yuushatachi                                         | Sega AM1 Scarab Wow Entertainment            | Sega | 10. srpna 2000     | Nevydáno           | Nevydáno                              |
| Giant Gram: Zen Nihon Pro Wres 2 in Nihon Budoukan                                                 | Sega AM1 Scarab                              | Sega | 24. června 1999    | Nevydáno           | Nevydáno                              |
| Giant Killers                                                                                      | IO Productions Smoking Gun Productions       | AAA Game | Nevydáno           | Nevydáno           | 11. května 2001                       |
| Giga Wing                                                                                          | Takumi Corporation                           | CapcomJP/SA Virgin Interactive EntertainmentPAL                                                                   | 11. listopadu 1999 | 18. července 2000  | 20. října 2000                        |
| Giga Wing 2                                                                                        | Takumi Corporation                           | Capcom | 18. ledna 2001     | 16. května 2001    | Nevydáno                              |
| Godzilla Generations                                                                               | General Entertainment                        | Sega | 27. listopadu 1998 | Nevydáno           | Nevydáno                              |
| Godzilla Generations: Maximum Impact                                                               | General Entertainment                        | Sega | 23. prosince 1999  | Nevydáno           | Nevydáno                              |
| Golem no Maigo                                                                                     | CaramelPot                                   | CaramelPot | 24. února 2000     | Nevydáno           | Nevydáno                              |
| Golf Shiyouyo 2: Aratanaru Chousen                                                                 | SoftMax                                      | SoftMax | 25. ledna 2001     | Nevydáno           | Nevydáno                              |
| Golf Shiyouyo Adventure Hen                                                                        | SoftMax                                      | SoftMax | 3. srpna 2000      | Nevydáno           | Nevydáno                              |
| Golf Shiyouyo Kouryaku Pack                                                                        | SoftMax                                      | SoftMax | 1. června 2000     | Nevydáno           | Nevydáno                              |
| Grand Theft Auto 2                                                                                 | DMA Design                                   | Rockstar Games | Nevydáno           | 1. května 2000     | 28. července 2000                     |
| Grandia II                                                                                         | Game Arts                                    | Game ArtsJP Ubi Softcelosvětově                                                                                   | 3. srpna 2000      | 5. prosince 2000   | 23. února 2001                        |
| The Grinch                                                                                         | Artificial Mind and Movement                 | Konami | Nevydáno           | 22. listopadu 2000 | 15. prosince 2000                     |
| Guilty Gear X                                                                                      | Arc System Works                             | Sammy Studios | 14. prosince 2000  | Nevydáno           | Nevydáno                              |
| Gunbird 2                                                                                          | Psikyo                                       | CapcomJP/SA Virgin Interactive EntertainmentPAL                                                                   | 9. března 2000     | 15. listopadu 2000 | 2. února 2001                         |
| Gundam Battle Online                                                                               | Bandai                                       | Bandai | 28. června 2001    | Nevydáno           | Nevydáno                              |
| Gundam Side Story 0079: Rise from the Ashes                                                        | BEC                                          | Bandai | 26. srpna 1999     | 28. dubna 2000     | Nevydáno                              |
| Guruguru Onsen 2                                                                                   | Overworks                                    | Sega | 9. srpna 2001      | Nevydáno           | Nevydáno                              |
| Guruguru Onsen 3                                                                                   | Overworks                                    | Sega | 14. března 2002    | Nevydáno           | Nevydáno                              |
| Hanagumi Taisen Columns 2                                                                          | Tenky Sega AM7 Red Company                   | Sega | 6. ledna 2000      | Nevydáno           | Nevydáno                              |
| Happy Breeding                                                                                     | PrincessSoft                                 | PrincessSoft | 27. února 2003     | Nevydáno           | Nevydáno                              |
| Happy Lesson                                                                                       | Fupac                                        | Datam Polystar | 26. dubna 2001     | Nevydáno           | Nevydáno                              |
| Happy Lesson: First Lesson                                                                         | Fupac                                        | Datam Polystar | 28. září 2000      | Nevydáno           | Nevydáno                              |
| Harusame Youbi                                                                                     | SIMS                                         | NEC Interchannel                                                                                                  | 22. března 2001    | Nevydáno           | Nevydáno                              |
| Headhunter                                                                                         | Amuze                                        | Sega | Nevydáno           | Nevydáno           | 16. listopadu 2001                    |
| Heavy Metal: Geomatrix                                                                             | Capcom                                       | Capcom | 12. července 2001  | 12. září 2001      | 26. dubna 2002                        |
| Heisei Mahjong Shou                                                                                | Micronet                                     | Micronet | 26. října 2000     | Nevydáno           | Nevydáno                              |
| Hello Kitty no Garden Panic                                                                        | Fortyfive                                    | Sega | 25. listopadu 1999 | Nevydáno           | Nevydáno                              |
| Hello Kitty no Lovely Fruit Park                                                                   | Midnight Synergy Sega                        | Sega | 25. listopadu 1999 | Nevydáno           | Nevydáno                              |
| Hello Kitty no Magical Block                                                                       | Sega                                         | Sega | 30. března 2000    | Nevydáno           | Nevydáno                              |
| Hello Kitty no Waku Waku Cookies                                                                   | Sega                                         | Sega | 10. srpna 2000     | Nevydáno           | Nevydáno                              |
| Himitsu: Yui ga Ita Natsu                                                                          | Starfish                                     | Starfish | 26. července 2001  | Nevydáno           | Nevydáno                              |
| Hidden & Dangerous                                                                                 | Illusion Softworks                           | TalonSoftSA Take-Two InteractivePAL                                                                               | Nevydáno           | 31. července 2000  | 8. září 2000                          |
| Hundred Swords                                                                                     | Smilebit                                     | Sega | 8. února 2001      | Nevydáno           | Nevydáno                              |
| The House of the Dead 2                                                                            | Sega AM1 CRI                                 | Sega | 25. března 1999    | 9. září 1999       | 5. listopadu 1999                     |
| Hoyle Casino                                                                                       | Sierra On-Line                               | Sierra Attractions                                                                                                | Nevydáno           | 29. září 2000      | Nevydáno                              |
| Hydro Thunder                                                                                      | Eurocom                                      | Midway | Nevydáno           | 9. září 1999       | 24. října 1999                        |
| Idol Janshi o Tsukucchaou                                                                          | Jaleco                                       | Jaleco | 23. září 1999      | Nevydáno           | Nevydáno                              |
| Ikaruga                                                                                            | Treasure                                     | Treasure / Entertainment Software Publishing                                                                      | 5. září 2002       | Nevydáno           | Nevydáno                              |
| Illbleed                                                                                           | Crazy Games                                  | Crazy GamesJP AIASA                                                                                               | 29. března 2001    | 16. dubna 2001     | Nevydáno                              |
| Incoming                                                                                           | Rage Software                                | ImagineerJP InterplaySA Rage SoftwarePAL                                                                          | 17. prosince 1998  | 15. září 1999      | 14. října 1999                        |
| Industrial Spy: Operation Espionage                                                                | HuneX                                        | NEC Home ElectronicsJP UFO Interactive GamesSA                                                                    | 23. září 1999      | 1. června 2000     | Nevydáno                              |
| Interlude                                                                                          | Longshot                                     | NEC Interchannel                                                                                                  | 13. března 2003    | Nevydáno           | Nevydáno                              |
| Iris                                                                                               | KID                                          | KID | 7. srpna 2003      | Nevydáno           | Nevydáno                              |
| Iron Aces                                                                                          | Marionette                                   | Global A EntertainmentJP Xicat Interactivecelosvětově                                                             | 29. června 2000    | 6. února 2001      | 29. června 2001                       |
| Izumo                                                                                              | Studio e.go!                                 | Symbio Planning                                                                                                   | 29. ledna 2004     | Nevydáno           | Nevydáno                              |
| J.League Pro Soccer Club o Tsukurou!                                                               | Sega R&D6                                    | Sega | 30. září 1999      | Nevydáno           | Nevydáno                              |
| Jahmong                                                                                            | Visit                                        | Visit | 31. srpna 2000     | Nevydáno           | Nevydáno                              |
| Jeremy McGrath Supercross 2000                                                                     | Acclaim Studios Salt Lake City               | Acclaim Sports | Nevydáno           | 8. srpna 2000      | 8. září 2000                          |
| Jet Coaster Dream 2                                                                                | Bimboosoft                                   | Bimboosoft | 2. listopadu 2000  | Nevydáno           | Nevydáno                              |
| Jet Set Radiocelosvětově Jet Grind RadioSA                                                         | Smilebit                                     | Sega | 29. června 2000    | 31. října 2000     | 24. listopadu 2000                    |
| Jikkyou Powerful Pro Yakyū Dreamcast Edition                                                       | Konami Computer Entertainment Osaka Tose     | Konami | 30. března 2000    | Nevydáno           | Nevydáno                              |
| Jimmy White's 2: Cueball                                                                           | Awesome Developments                         | Virgin Interactive Entertainment                                                                                  | Nevydáno           | Nevydáno           | 7. ledna 2000                         |
| Jinsei Game for Dreamcast                                                                          | Takara KSW                                   | Takara | 22. června 2000    | Nevydáno           | Nevydáno                              |
| Jissen Pachi-Slot Hisshouhou! @VPACHI: Kongdom                                                     | MAXBET Daikoku                               | Sammy | 28. září 2000      | Nevydáno           | Nevydáno                              |
| JoJo's Bizarre Adventure                                                                           | Capcom                                       | CapcomJP/SA Virgin Interactive EntertainmentPAL                                                                   | 25. listopadu 1999 | 28. dubna 2000     | 2000                                  |
| JoJo's Bizarre Adventure for Matching Service                                                      | Capcom                                       | Capcom | 26. října 2000     | Nevydáno           | Nevydáno                              |
| July                                                                                               | Fortyfive                                    | Fortyfive | 27. listopadu 1998 | Nevydáno           | Nevydáno                              |
| Kaen Seibo: The Virgin on Megiddo                                                                  | Studio Line                                  | Kobi | 2. srpna 2001      | Nevydáno           | Nevydáno                              |
| Kaitou Apricot                                                                                     | Takuyo                                       | Takuyo | 6. března 2003     | Nevydáno           | Nevydáno                              |
| Kanon                                                                                              | Key                                          | NEC Interchannel                                                                                                  | 14. září 2000      | Nevydáno           | Nevydáno                              |
| Karous                                                                                             | MileStone Inc.                               | MileStone Inc. | 8. března 2007     | Nevydáno           | Nevydáno                              |
| Kao the Kangaroo                                                                                   | X-Ray Interactive                            | Titus Interactive                                                                                                 | Nevydáno           | 13. února 2001     | 8. prosince 2000                      |
| Kaze no Uta                                                                                        | Milksoft                                     | Milksoft | 15. dubna 2004     | Nevydáno           | Nevydáno                              |
| Kidō Senshi Gundam: Gihren no Yabou – Zeon no Keifu                                                | Bandai                                       | Bandai | 29. června 2000    | Nevydáno           | Nevydáno                              |
| Kidō Senshi Gundam: Renpō vs. Zeon & DX                                                            | Capcom                                       | Bandai | 11. dubna 2002     | Nevydáno           | Nevydáno                              |
| Kidou Senkan Nadesico: Nadesico the Mission                                                        | Will                                         | Entertainment Software Publishing                                                                                 | 26. srpna 1999     | Nevydáno           | Nevydáno                              |
| Kimi ga Nozomu Eien                                                                                | HuneX                                        | Alchemist | 26. září 2002      | Nevydáno           | Nevydáno                              |
| The King of Fighters '99: Evolution                                                                | SNK                                          | SNKJP AgetecSA | 30. března 2000    | 8. května 2001     | Nevydáno                              |
| The King of Fighters: Dream Match 1999                                                             | SNK                                          | SNK | 24. června 1999    | 22. října 1999     | Nevydáno                              |
| The King of Fighters 2000                                                                          | Playmore                                     | Playmore | 8. srpna 2002      | Nevydáno           | Nevydáno                              |
| The King of Fighters 2001                                                                          | Eolith Playmore                              | Playmore | 26. prosince 2002  | Nevydáno           | Nevydáno                              |
| The King of Fighters 2002                                                                          | Eolith                                       | Playmore | 19. června 2003    | Nevydáno           | Nevydáno                              |
| Kiss: Psycho Circus: The Nightmare Child                                                           | Tremor Entertainment                         | Take-Two Interactive                                                                                              | Nevydáno           | 1. listopadu 2000  | 19. ledna 2001                        |
| Kita e. Photo Memories                                                                             | Red Company                                  | Hudson Soft | 5. srpna 1999      | Nevydáno           | Nevydáno                              |
| Kita e. White Illumination                                                                         | Red Company                                  | Hudson Soft | 18. března 1999    | Nevydáno           | Nevydáno                              |
| Kitahei Gold                                                                                       | SPS                                          | NetVillage | 18. listopadu 1999 | Nevydáno           | Nevydáno                              |
| Kiteretsu Shounen's Gangagan                                                                       | Sega                                         | Sega | 27. dubna 2000     | Nevydáno           | Nevydáno                              |
| Konohana: True Report                                                                              | Vridge                                       | Success | 26. dubna 2001     | Nevydáno           | Nevydáno                              |
| Konohana 2: Todokanai Requiem                                                                      | Vridge                                       | Success | 28. listopadu 2002 | Nevydáno           | Nevydáno                              |
| Kuon no Kizuna: Sairinshou                                                                         | FOG Inc.                                     | FOG Inc. | 18. května 2000    | Nevydáno           | Nevydáno                              |
| Lake Masters Pro Dreamcast plus!                                                                   | Nexus Interact                               | DaZZ | 23. března 2000    | Nevydáno           | Nevydáno                              |
| Langrisser Millennium                                                                              | NCS Santa Entertainment                      | Masaya | 3. listopadu 1999  | Nevydáno           | Nevydáno                              |
| The Last Blade 2: Heart of the Samurai                                                             | SNK                                          | SNKJP AgetecSA | 21. prosince 2000  | 6. srpna 2001      | Nevydáno                              |
| Legacy of Kain: Soul Reaver                                                                        | Nixxes Software                              | Eidos Interactive                                                                                                 | Nevydáno           | 25. ledna 2000     | 25. února 2000                        |
| L.O.L.: Lack of Love                                                                               | Love-de-Lic                                  | ASCII Corporation                                                                                                 | 2. listopadu 2000  | Nevydáno           | Nevydáno                              |
| Looney Tunes: Space Race                                                                           | Infogrames Melbourne House                   | Infogrames | Nevydáno           | 28. listopadu 2000 | 3. listopadu 2000                     |
| Love Hina: Smile Again                                                                             | Fortyfive                                    | Sega | 29. března 2001    | Nevydáno           | Nevydáno                              |
| Love Hina: Totsuzen no Engeji Happening                                                            | Fortyfive                                    | Sega | 28. září 2000      | Nevydáno           | Nevydáno                              |
| Maboroshi Tsukiyo                                                                                  | SIMS                                         | SIMS | 23. září 1999      | Nevydáno           | Nevydáno                              |
| Macross M3                                                                                         | Warashi                                      | Shōeisha | 22. února 2001     | Nevydáno           | Nevydáno                              |
| Magic: The Gathering                                                                               | Sega                                         | Sega | 28. června 2001    | Nevydáno           | Nevydáno                              |
| Marginal                                                                                           | White Clarity                                | PrincessSoft | 17. července 2003  | Nevydáno           | Nevydáno                              |
| Mag Force Racing                                                                                   | VCC Entertainment                            | Crave Entertainment                                                                                               | Nevydáno           | 21. července 2000  | 25. srpna 2000                        |
| Mahjong Taikai II Special                                                                          | Koei                                         | Koei | 4. března 1999     | Nevydáno           | Nevydáno                              |
| Majo no Ochakai                                                                                    | Frontwing                                    | NEC Interchannel                                                                                                  | 26. června 2003    | Nevydáno           | Nevydáno                              |
| Maken X                                                                                            | Atlus                                        | AtlusJP Segacelosvětově                                                                                           | 25. listopadu 1999 | 25. dubna 2000     | 7. července 2000                      |
| Marie & Elie no Atelier: Salberg no Renkinjutsushi 1-2                                             | Kool Kizz                                    | Kool Kizz | 15. listopadu 2001 | Nevydáno           | Nevydáno                              |
| Marionette Company                                                                                 | Microcabin                                   | Microcabin | 7. října 1999      | Nevydáno           | Nevydáno                              |
| Marionette Company 2                                                                               | Microcabin                                   | Microcabin | 18. května 2000    | Nevydáno           | Nevydáno                              |
| Marionette Handler                                                                                 | Micronet                                     | Micronet | 29. července 1999  | Nevydáno           | Nevydáno                              |
| Marionette Handler 2                                                                               | Micronet                                     | Micronet | 9. listopadu 2000  | Nevydáno           | Nevydáno                              |
| Mars Matrix                                                                                        | Takumi Corporation                           | Capcom | 9. listopadu 2000  | 30. dubna 2001     | Nevydáno                              |
| Marvel vs. Capcom: Clash of Super Heroes                                                           | Capcom                                       | CapcomJP/SA Virgin Interactive EntertainmentPAL                                                                   | 25. března 1999    | 7. října 1999      | 23. června 2000                       |
| Marvel vs. Capcom 2: New Age of Heroes                                                             | Capcom                                       | CapcomJP/SA Virgin Interactive EntertainmentPAL                                                                   | 30. března 2000    | 27. června 2000    | 16. července 2000                     |
| Mat Hoffman's Pro BMX                                                                              | Runecraft                                    | Activision O2 | Nevydáno           | 12. září 2001      | Nevydáno                              |
| Max Steel: Covert Missions                                                                         | Treyarch                                     | Mattel Interactive                                                                                                | Nevydáno           | 5. prosince 2000   | Nevydáno                              |
| Maximum Pool                                                                                       | Dynamix                                      | Sierra Sports | Nevydáno           | 16. listopadu 2000 | Nevydáno                              |
| MDK2                                                                                               | BioWare                                      | Interplay Entertainment                                                                                           | Nevydáno           | 29. března 2000    | 9. června 2000                        |
| Mei ☆ Puru                                                                                         | PrincessSoft                                 | PrincessSoft | 24. října 2002     | Nevydáno           | Nevydáno                              |
| Memories Off 2nd                                                                                   | KID                                          | KID | 27. září 2001      | Nevydáno           | Nevydáno                              |
| Memories Off Complete                                                                              | KID                                          | KID | 29. června 2000    | Nevydáno           | Nevydáno                              |
| Mercurius Pretty: End of the Century                                                               | Longshot Stack                               | NEC Interchannel                                                                                                  | 16. listopadu 2000 | Nevydáno           | Nevydáno                              |
| Metal Wolf                                                                                         | PrincessSoft                                 | PrincessSoft | 27. června 2002    | Nevydáno           | Nevydáno                              |
| Metropolis Street Racer                                                                            | Bizarre Creations                            | Sega | Nevydáno           | 16. ledna 2001     | 3. listopadu 2000                     |
| Midway's Greatest Hits Volume 1                                                                    | Digital Eclipse                              | Midway | Nevydáno           | 27. června 2000    | 28. července 2000                     |
| Midway's Greatest Hits Volume 2                                                                    | Digital Eclipse                              | Midway | Nevydáno           | 15. listopadu 2001 | Nevydáno                              |
| Milky Season                                                                                       | KID                                          | KID | 28. února 2002     | Nevydáno           | Nevydáno                              |
| Millennium Soldier: Expendable ExpendableSA                                                        | Rage Software                                | ImagineerJP Infogrames North AmericaSA Infogrames MultimediaPAL                                                   | 24. června 1999    | 9. září 1999       | 14. října 1999                        |
| Miss Moonlight                                                                                     | Spiel                                        | Naxat Soft | 21. června 2001    | Nevydáno           | Nevydáno                              |
| Missing Parts: The Tantei Stories                                                                  | O-TWO inc.                                   | FOG Inc. | 17. ledna 2002     | Nevydáno           | Nevydáno                              |
| Missing Parts 2: The Tantei Stories                                                                | FOG Inc.                                     | FOG Inc. | 24. října 2002     | Nevydáno           | Nevydáno                              |
| Missing Parts 3: The Tantei Stories                                                                | FOG Inc.                                     | FOG Inc. | 31. července 2003  | Nevydáno           | Nevydáno                              |
| Mizuiro                                                                                            | HuneX                                        | NEC Interchannel                                                                                                  | 7. března 2002     | Nevydáno           | Nevydáno                              |
| Moekan                                                                                             | KeroQ                                        | PrincessSoft | 25. prosince 2003  | Nevydáno           | Nevydáno                              |
| MoHo                                                                                               | Lost Toys                                    | Take-Two Interactive                                                                                              | Nevydáno           | Nevydáno           | 24. listopadu 2000                    |
| Monaco Grand Prix Monaco Grand Prix: Racing Simulation 2JP Racing Simulation: Monaco Grand PrixPAL | Ubi Soft Paris                               | Ubi Soft | 11. března 1999    | 9. září 1999       | 14. října 1999                        |
| Morita no Saikyou Reversi                                                                          | Random House                                 | Random House | 15. dubna 1999     | Nevydáno           | Nevydáno                              |
| Morita no Saikyou Shogi                                                                            | Random House                                 | Random House | 15. dubna 1999     | Nevydáno           | Nevydáno                              |
| Mortal Kombat Gold                                                                                 | Eurocom                                      | Midway | Nevydáno           | 9. září 1999       | 29. října 1999                        |
| Motto Pro Yakyū Team o Tsukurou!                                                                   | Smilebit                                     | Sega | 28. září 2000      | Nevydáno           | Nevydáno                              |
| Musapey's Choco Marker                                                                             | Ecole                                        | Ecole | 26. prosince 2002  | Nevydáno           | Nevydáno                              |
| Mr. Driller                                                                                        | Namco                                        | NamcoJP/SA Virgin Interactive EntertainmentPAL                                                                    | 29. června 2000    | 23. června 2000    | 2000                                  |
| Ms. Pac-Man Maze Madness                                                                           | Mass Media                                   | Namco | Nevydáno           | 13. listopadu 2000 | Nevydáno                              |
| MTV Sports: Skateboarding Featuring Andy Macdonald                                                 | Darkblack                                    | THQ | Nevydáno           | 20. října 2000     | 17. listopadu 2000                    |
| My Merry May                                                                                       | KID                                          | KID | 25. dubna 2002     | Nevydáno           | Nevydáno                              |
| My Merry Maybe                                                                                     | KID                                          | KID | 10. července 2003  | Nevydáno           | Nevydáno                              |
| Nakoruru: Anohito Kara no Okurimono                                                                | Kool Kizz                                    | Kool Kizz | 28. března 2002    | Nevydáno           | Nevydáno                              |
| Nanatsu no Hikan: Senritsu no Bishou                                                               | Koei                                         | Koei | 20. ledna 2000     | Nevydáno           | Nevydáno                              |
| Namco Museum                                                                                       | Mass Media                                   | Namco | Nevydáno           | 25. června 2000    | Nevydáno                              |
| Napple Tale: Arsia in Daydream                                                                     | Chime                                        | Sega | 19. října 2000     | Nevydáno           | Nevydáno                              |
| NBA 2K                                                                                             | Visual Concepts                              | Sega | 23. března 2000    | 11. listopadu 1999 | 2. srpna 2000                         |
| NBA 2K1                                                                                            | Visual Concepts                              | Sega | 29. března 2001    | 31. října 2000     | Nevydáno                              |
| NBA 2K2                                                                                            | Visual Concepts                              | Sega | 23. května 2002    | 23. října 2001     | 8. března 2002                        |
| NBA Hoopz                                                                                          | Eurocom                                      | Midway | Nevydáno           | 15. února 2001     | 13. dubna 2001                        |
| NBA Showtime: NBA on NBC                                                                           | Avalanche Software                           | Midway | Nevydáno           | 16. listopadu 1999 | 26. listopadu 1999                    |
| NCAA College Football 2K2: Road to the Rose Bowl                                                   | Visual Concepts Avalanche Software           | Sega | Nevydáno           | 28. srpna 2001     | Nevydáno                              |
| Neo Golden Logres                                                                                  | LittleWing                                   | Success | 26. října 2000     | Nevydáno           | Nevydáno                              |
| Neppachi II @VPACHI                                                                                | Falcon                                       | Daikoku Denki | 6. července 2000   | Nevydáno           | Nevydáno                              |
| Neppachi III @VPACHI                                                                               | Falcon                                       | Daikoku Denki | 28. září 2000      | Nevydáno           | Nevydáno                              |
| Neppachi IV @VPACHI                                                                                | Falcon                                       | Daikoku Denki | 14. prosince 2000  | Nevydáno           | Nevydáno                              |
| Neppachi V @VPACHI                                                                                 | Falcon                                       | Daikoku Denki | 14. prosince 2000  | Nevydáno           | Nevydáno                              |
| Neppachi VI @VPACHI                                                                                | Falcon                                       | Daikoku Denki | 15. února 2001     | Nevydáno           | Nevydáno                              |
| Neppachi: 10-ren Chan de Las Vegas Ryokou                                                          | Falcon                                       | Daikoku Denki | 25. listopadu 1999 | Nevydáno           | Nevydáno                              |
| Net Versus Chess                                                                                   | Yuki Enterprise                              | Atmark | 24. května 2001    | Nevydáno           | Nevydáno                              |
| Net Versus Gomoku Narabe to Renju                                                                  | Yuki Enterprise                              | Atmark | 24. května 2001    | Nevydáno           | Nevydáno                              |
| Net Versus Hanafuda                                                                                | Yuki Enterprise                              | Atmark | 24. května 2001    | Nevydáno           | Nevydáno                              |
| Net Versus Igo                                                                                     | Yuki Enterprise                              | Atmark | 24. května 2001    | Nevydáno           | Nevydáno                              |
| Net Versus Mahjong                                                                                 | Yuki Enterprise                              | Atmark | 24. května 2001    | Nevydáno           | Nevydáno                              |
| Net Versus Reversi                                                                                 | Yuki Enterprise                              | Atmark | 24. května 2001    | Nevydáno           | Nevydáno                              |
| Net Versus Shogi                                                                                   | Yuki Enterprise                              | Atmark | 24. května 2001    | Nevydáno           | Nevydáno                              |
| Net de Para                                                                                        | Fortyfive                                    | Takuyo | 27. července 2000  | Nevydáno           | Nevydáno                              |
| Netto de Tennis                                                                                    | Capcom                                       | Capcom | 9. října 2000      | Nevydáno           | Nevydáno                              |
| Nettou Golf                                                                                        | Data East                                    | Sega | 19. října 2000     | Nevydáno           | Nevydáno                              |
| Never 7: The End of Infinity                                                                       | KID                                          | KID | 21. prosince 2000  | Nevydáno           | Nevydáno                              |
| The Next Tetris: On-line Edition The Next TetrisPAL                                                | Blue Planet Software                         | Crave Entertainment                                                                                               | Nevydáno           | 19. prosince 2000  | 4. května 2001                        |
| NFL 2K                                                                                             | Visual Concepts                              | Sega | 20. ledna 2000     | 9. září 1999       | Nevydáno                              |
| NFL 2K1                                                                                            | Visual Concepts                              | Sega | 29. března 2001    | 7. září 2000       | Nevydáno                              |
| NFL 2K2                                                                                            | Visual Concepts                              | Sega | 28. března 2002    | 18. září 2001      | Nevydáno                              |
| NFL Blitz 2000                                                                                     | Avalanche Software                           | Midway | Nevydáno           | 9. září 1999       | 8. prosince 1999                      |
| NFL Blitz 2001                                                                                     | Avalanche Software                           | Midway | Nevydáno           | 12. září 2000      | Nevydáno                              |
| NFL Quarterback Club 2000                                                                          | Acclaim Studios Austin                       | Acclaim Sports | Nevydáno           | 29. listopadu 1999 | 10. prosince 1999                     |
| NFL QB Club 2001                                                                                   | High Voltage Software                        | Acclaim Sports | Nevydáno           | 24. srpna 2000     | Nevydáno                              |
| NHL 2K                                                                                             | Black Box Games                              | Sega | Nevydáno           | 9. února 2000      | 7. července 2000                      |
| NHL 2K2                                                                                            | Treyarch                                     | Sega | 11. července 2002  | 12. února 2002     | Nevydáno                              |
| Nightmare Creatures II                                                                             | Kalisto Entertainment                        | Konami | Nevydáno           | 8. června 2000     | 8. září 2000                          |
| Nihon Pro Mahjong Renmei Kounin: Tetsuman Menkyokaiden                                             | Naxat Soft                                   | Naxat Soft | 18. listopadu 1999 | Nevydáno           | Nevydáno                              |
| Nijuuei                                                                                            | KeroQ                                        | PrincessSoft | 28. února 2002     | Nevydáno           | Nevydáno                              |
| Nishikaze no Kyoushikyouku: The Rhapsody of Zephyr                                                 | SoftMax                                      | SoftMax | 22. února 2001     | Nevydáno           | Nevydáno                              |
| Nobunaga no Yabō: Reppūden                                                                         | Koei                                         | Koei | 16. prosince 1999  | Nevydáno           | Nevydáno                              |
| Nobunaga no Yabou: Shouseiroku with Power-Up Kit                                                   | Koei                                         | Koei | 25. března 1999    | Nevydáno           | Nevydáno                              |
| Ogami Ichiro Funtouki: Sakura Taisen Kayou Show "Benitokage" Yori                                  | Red Company                                  | Sega | 24. února 2000     | Nevydáno           | Nevydáno                              |
| Omikron: The Nomad Soul The Nomad SoulPAL                                                          | Quantic Dream                                | Eidos Interactive                                                                                                 | Nevydáno           | 22. června 2000    | 23. června 2000EU 30. června 2000AUS  |
| Omoide ni Kawaru Kimi: Memories Off                                                                | KID                                          | KID | 28. listopadu 2002 | Nevydáno           | Nevydáno                              |
| Ooga Booga                                                                                         | Visual Concepts                              | Sega | Nevydáno           | 11. září 2001      | Nevydáno                              |
| Orange Pocket: Cornet                                                                              | Hooksoft                                     | Pionesoft | 28. dubna 2004     | Nevydáno           | Nevydáno                              |
| Oukahouzin: Ouka Sakishi Toki                                                                      | Entertainment Software Publishing MediaWorks | Entertainment Software Publishing MediaWorks                                                                      | 16. prosince 1999  | Nevydáno           | Nevydáno                              |
| Outtrigger                                                                                         | Sega AM2                                     | Sega | 2. srpna 2001      | 24. července 2001  | 3. srpna 2001                         |
| Pachi-Slot Teiou Dream Slot: Heiwa SP                                                              | Media Entertainment                          | Media Entertainment                                                                                               | 26. července 2001  | Nevydáno           | Nevydáno                              |
| Pachi-Slot Teiou Dream Slot: Olympia SP                                                            | Media Entertainment                          | Media Entertainment                                                                                               | 27. září 2001      | Nevydáno           | Nevydáno                              |
| Pachinko no Dendou CR Nanashi                                                                      | Microcabin                                   | Microcabin | 4. října 2001      | Nevydáno           | Nevydáno                              |
| Pandora no Yume                                                                                    | Pajamas Soft                                 | NEC Interchannel                                                                                                  | 12. září 2002      | Nevydáno           | Nevydáno                              |
| Panzer Front                                                                                       | Shangri-La                                   | ASCII Corporation                                                                                                 | 22. prosince 1999  | Nevydáno           | Nevydáno                              |
| Patisserie na Nyanko: Hatsukoi wa Ichigo Aji                                                       | Pajamas Soft                                 | Pionesoft | 22. září 2004      | Nevydáno           | Nevydáno                              |
| Pen Pen TriIcelon                                                                                  | Team Land Ho! General Entertainment          | General EntertainmentJP Infogrames North AmericaSA Infogrames MultimediaPAL                                       | 27. listopadu 1998 | 9. září 1999       | 14. října 1999                        |
| Phantasy Star Online                                                                               | Sonic Team                                   | Sega | 21. prosince 2000  | 30. ledna 2001     | 15. února 2001                        |
| Phantasy Star Online Ver. 2                                                                        | Sonic Team                                   | Sega | 7. června 2001     | 25. září 2001      | 1. března 2002                        |
| Pia Carrot e Youkoso!! 2                                                                           | Stack                                        | NEC Interchannel                                                                                                  | 6. února 2003      | Nevydáno           | Nevydáno                              |
| Pia Carrot e Youkoso!! 2.5                                                                         | Stack                                        | NEC Interchannel                                                                                                  | 21. června 2001    | Nevydáno           | Nevydáno                              |
| Pia Carrot e Youkoso!! 3                                                                           | F&C・FC02                                    | NEC Interchannel                                                                                                  | 27. března 2003    | Nevydáno           | Nevydáno                              |
| Pizzicato Polka: Ensa Genya                                                                        | Pajamas Soft                                 | KID | 17. června 2004    | Nevydáno           | Nevydáno                              |
| Plasma Sword: Nightmare of Bilstein                                                                | Capcom                                       | CapcomJP/SA Virgin Interactive EntertainmentPAL                                                                   | 9. prosince 1999   | 10. dubna 2000     | 25. srpna 2000                        |
| Planet Ring                                                                                        | Sega                                         | Sega | Nevydáno           | Nevydáno           | 4. prosince 2000                      |
| Plus Plumb                                                                                         | Takuyo                                       | Takuyo | 7. října 1999      | Nevydáno           | Nevydáno                              |
| Pocke-Kano: Yumi-Shizuka-Fumio                                                                     | Success                                      | Datam Polystar | 8. června 2000     | Nevydáno           | Nevydáno                              |
| POD: Speedzone POD 2PAL                                                                            | Ubi Soft Bucharest                           | Ubi Soft | Nevydáno           | 6. prosince 2000   | 14. prosince 2000                     |
| Pop'n Music                                                                                        | Konami                                       | Konami | 25. února 1999     | Nevydáno           | Nevydáno                              |
| Pop 'n Music 2                                                                                     | Konami                                       | Konami | 14. září 1999      | Nevydáno           | Nevydáno                              |
| Pop 'n Music 3 Append Disc                                                                         | Konami                                       | Konami | 10. února 2000     | Nevydáno           | Nevydáno                              |
| Pop 'n Music 4 Append Disc                                                                         | Konami                                       | Konami | 12. října 2000     | Nevydáno           | Nevydáno                              |
| Power Stone                                                                                        | Capcom                                       | CapcomJP/SA Eidos InteractivePAL                                                                                  | 25. února 1999     | 9. září 1999       | 14. října 1999                        |
| Power Stone 2                                                                                      | Capcom                                       | CapcomJP/SA Eidos InteractivePAL                                                                                  | 27. dubna 2000     | 23. srpna 2000     | 24. srpna 2000                        |
| Prince of Persia: Arabian Nights                                                                   | Avalanche Software                           | Mattel Interactive                                                                                                | Nevydáno           | 4. prosince 2000   | Nevydáno                              |
| Princess Holiday: Korogaru Ringotei Senya Ichiya                                                   | August                                       | Alchemist | 29. května 2003    | Nevydáno           | Nevydáno                              |
| Princess Maker Collection                                                                          | Ninelives                                    | GeneX | 19. července 2001  | Nevydáno           | Nevydáno                              |
| Prism Heart                                                                                        | KID                                          | KID | 29. listopadu 2001 | Nevydáno           | Nevydáno                              |
| Prismaticallization                                                                                | Arc System Works                             | Arc System Works                                                                                                  | 24. srpna 2000     | Nevydáno           | Nevydáno                              |
| Project Justice Project Justice: Rival Schools 2PAL                                                | Capcom                                       | CapcomJP/SA Virgin Interactive EntertainmentPAL                                                                   | 7. prosince 2000   | 16. května 2001    | 13. dubna 2001                        |
| Pro Mahjong Kiwame D                                                                               | Athena                                       | Athena | 30. března 2000    | Nevydáno           | Nevydáno                              |
| Pro Pinball Trilogy                                                                                | Cunning Developments                         | Empire Interactive                                                                                                | Nevydáno           | Nevydáno           | 18. května 2001                       |
| Pro Yakyū Team de Asobou!                                                                          | Sega R&D6                                    | Sega | 23. prosince 1999  | Nevydáno           | Nevydáno                              |
| Pro Yakyū Team de Asobou Net!                                                                      | Smilebit                                     | Sega | 10. srpna 2000     | Nevydáno           | Nevydáno                              |
| Pro Yakyū Team o Tsukurou!                                                                         | Sega R&D6                                    | Sega | 5. srpna 1999      | Nevydáno           | Nevydáno                              |
| Psychic Force 2012                                                                                 | Taito                                        | Taito | 4. března 1999     | 9. listopadu 1999  | 4. září 2000                          |
| Psyvariar 2: The Will to Fabricate                                                                 | SKONEC                                       | Success | 26. února 2004     | Nevydáno           | Nevydáno                              |
| Puyo Puyo Da! Featuring Ellena System                                                              | Compile                                      | Compile | 16. prosince 1999  | Nevydáno           | Nevydáno                              |
| Puyo Puyo Fever                                                                                    | Sonic Team                                   | Sega | 24. února 2004     | Nevydáno           | Nevydáno                              |
| Puyo Puyo~n                                                                                        | Compile                                      | Sega | 4. března 1999     | Nevydáno           | Nevydáno                              |
| Q*bert                                                                                             | Pipe Dream Interactive                       | Hasbro Interactive                                                                                                | Nevydáno           | 5. prosince 2000   | Nevydáno                              |
| Quake III Arena                                                                                    | Raster Productions                           | Sega | Nevydáno           | 19. října 2000     | 8. prosince 2000                      |
| Quiz Aa! Megami-sama: Tatakau Tsubasa to Tomoni                                                    | Wow Entertainment                            | Sega | 30. listopadu 2000 | Nevydáno           | Nevydáno                              |
| Racing Simulation 2: Monaco Grand Prix Online                                                      | Ubi Soft Paris                               | Ubi Soft | Nevydáno           | Nevydáno           | 23. listopadu 2001                    |
| Radirgy                                                                                            | MileStone Inc.                               | MileStone Inc. | 16. února 2006     | Nevydáno           | Nevydáno                              |
| Railroad Tycoon II: Gold Edition Railroad Tycoon IIPAL                                             | Tremor Entertainment                         | Gathering of Developers                                                                                           | Nevydáno           | 31. července 2000  | 2000                                  |
| Rainbow Cotton                                                                                     | Success                                      | Success | 20. ledna 2000     | Nevydáno           | Nevydáno                              |
| Rayman 2: The Great Escape                                                                         | Ubi Pictures                                 | Ubi Soft | 23. března 2000    | 21. března 2000    | 26. července 2000                     |
| Razor Freestyle Scooter Freestyle ScooterPAL                                                       | Titanium Studios                             | Crave EntertainmentSA Ubi SoftPAL                                                                                 | Nevydáno           | 8. srpna 2001      | 26. dubna 2002                        |
| Renai Chu! Happy Perfect                                                                           | Fupac                                        | GN Software | 27. listopadu 2003 | Nevydáno           | Nevydáno                              |
| Rent-A-Hero No. 1                                                                                  | Aspect                                       | Sega | 25. května 2000    | Nevydáno           | Nevydáno                              |
| Revive...: Sosei                                                                                   | Data East Sakata SAS                         | Data East | 28. října 1999     | Nevydáno           | Nevydáno                              |
| Re-Volt                                                                                            | Acclaim Studios London                       | Acclaim Entertainment                                                                                             | 13. července 2000  | 17. prosince 1999  | 2. srpna 2000                         |
| Ready 2 Rumble Boxing                                                                              | Midway Studios San Diego                     | Midway | 13. ledna 2000     | 9. září 1999       | 14. října 1999                        |
| Ready 2 Rumble Boxing: Round 2                                                                     | Midway Studios San Diego                     | Midway | Nevydáno           | 24. října 2000     | 10. listopadu 2000                    |
| Real Sound: Kaze no Regret                                                                         | Warp                                         | Warp | 11. března 1999    | Nevydáno           | Nevydáno                              |
| Record of Lodoss War: Advent of Cardice                                                            | Neverland                                    | Kadokawa Shoten / Entertainment Software PublishingJP Swing! Entertainment Media AGPAL Conspiracy EntertainmentSA | 29. června 2000    | 14. března 2001    | 15. prosince 2000                     |
| Red Dog: Superior Firepower                                                                        | Argonaut Games                               | SegaPAL Crave EntertainmentSA                                                                                     | Nevydáno           | 31. října 2000     | 21. dubna 2000                        |
| Reel Fishing: Wild                                                                                 | Westone Bit Entertainment                    | Victor Interactive SoftwareJP Natsume Inc.SA                                                                      | 22. února 2001     | 24. července 2001  | Nevydáno                              |
| Resident Evil 2                                                                                    | Capcom                                       | CapcomJP/SA Virgin Interactive EntertainmentPAL                                                                   | 22. prosince 1999  | 6. prosince 2000   | 28. dubna 2000                        |
| Resident Evil 3: Nemesis                                                                           | Capcom                                       | CapcomJP/SA Virgin Interactive EntertainmentPAL                                                                   | 16. listopadu 2000 | 15. listopadu 2000 | 21. prosince 2000                     |
| Resident Evil – Code: Veronica                                                                     | Capcom Production Studio 4                   | CapcomJP/SA Eidos InteractivePAL                                                                                  | 3. února 2000      | 28. března 2000    | 26. května 2000                       |
| Rez                                                                                                | United Game Artists                          | Sega | 22. listopadu 2001 | Nevydáno           | 11. ledna 2002                        |
| The Ring: Terror's Realm                                                                           | Asmik Ace Entertainment                      | Asmik Ace EntertainmentJP Infogrames North AmericaSA                                                              | 24. února 2000     | 26. září 2000      | Nevydáno                              |
| Rippin' Riders Snowboarding Cool Boarders Burrrn!JP Snow SurfersPAL                                | UEP Systems                                  | UEP SystemsJP Segacelosvětově                                                                                     | 26. srpna 1999     | 10. listopadu 1999 | 12. listopadu 1999                    |
| Roadsters                                                                                          | Player 1                                     | Titus Interactive                                                                                                 | Nevydáno           | 20. března 2000    | 7. července 2000                      |
| Roommania#203                                                                                      | Sega                                         | Sega | 27. ledna 2000     | Nevydáno           | Nevydáno                              |
| Roommate Asami: Okusama ha Joshikousei - Director's Edition                                        | Fupac                                        | Datam Polystar | 21. listopadu 2002 | Nevydáno           | Nevydáno                              |
| Roommate Novel: Sato Yuka                                                                          | Fupac                                        | Datam Polystar | 29. června 2000    | Nevydáno           | Nevydáno                              |
| Run=Dim as Black Soul                                                                              | Yuki Enterprise                              | Idea Factory | 6. září 2001       | Nevydáno           | Nevydáno                              |
| Rune Caster                                                                                        | Noisia                                       | Vision | 24. srpna 2000     | Nevydáno           | Nevydáno                              |
| Rune Jade                                                                                          | Hudson Soft                                  | Hudson Soft | 24. srpna 2000     | Nevydáno           | Nevydáno                              |
| Ryōko Inoue: Last Scene                                                                            | Datam Polystar                               | Datam Polystar | 8. listopadu 2001  | Nevydáno           | Nevydáno                              |
| Ryōko Inoue: Roommate                                                                              | Fupac                                        | Datam Polystar | 5. července 2001   | Nevydáno           | Nevydáno                              |
| Saka Tsuku Tokudaigou: J.League Pro Soccer Club o Tsukurou!                                        | Smilebit                                     | Sega | 21. prosince 2000  | Nevydáno           | Nevydáno                              |
| Saka Tsuku Tokudaigou 2: J.League Pro Soccer Club o Tsukurou!                                      | Smilebit                                     | Sega | 13. prosince 2001  | Nevydáno           | Nevydáno                              |
| Sakura Momoko Gekijō Coji-Coji                                                                     | Psy-Gong                                     | Marvelous Entertainment                                                                                           | 20. dubna 2000     | Nevydáno           | Nevydáno                              |
| Sakura Taisen                                                                                      | Sega CS2 R&D Red Company M2                  | Sega | 25. května 2000    | Nevydáno           | Nevydáno                              |
| Sakura Taisen 2: Kimi, Shinitamō Koto Nakare                                                       | Sega CS2 R&D Red Company Overworks           | Sega | 21. září 2000      | Nevydáno           | Nevydáno                              |
| Sakura Taisen 3: Paris wa Moeteiru ka                                                              | Red Company Overworks                        | Sega | 22. března 2001    | Nevydáno           | Nevydáno                              |
| Sakura Taisen 4: Koi Seyo, Otome                                                                   | Red Company Overworks                        | Sega | 21. března 2002    | Nevydáno           | Nevydáno                              |
| Sakura Taisen Online: Paris no Nagai Hibi                                                          | Overworks                                    | Sega | 20. prosince 2001  | Nevydáno           | Nevydáno                              |
| Sakura Taisen Online: Teito no Yuugana Hibi                                                        | Overworks                                    | Sega | 20. prosince 2001  | Nevydáno           | Nevydáno                              |
| Samba de Amigo                                                                                     | Sonic Team                                   | Sega | 27. dubna 2000     | 17. října 2000     | 8. prosince 2000                      |
| Samba de Amigo Ver. 2000                                                                           | Sonic Team                                   | Sega | 14. prosince 2000  | Nevydáno           | Nevydáno                              |
| San Francisco Rush 2049 Rush 2049PAL                                                               | Midway Games West                            | Midway | Nevydáno           | 6. září 2000       | 17. listopadu 2000                    |
| Sangokushi VI                                                                                      | Koei                                         | Koei | 25. března 1999    | Nevydáno           | Nevydáno                              |
| Sangokushi VI with Power-Up Kit                                                                    | Koei                                         | Koei | 6. dubna 2000      | Nevydáno           | Nevydáno                              |
| Seaman                                                                                             | Vivarium Jellyvision                         | Sega | 29. července 1999  | 8. srpna 2000      | Nevydáno                              |
| Seaman: Kindan no Pet: 2001 Nen Taiouban                                                           | Vivarium                                     | Vivarium | 10. srpna 2001     | Nevydáno           | Nevydáno                              |
| Sega Bass Fishing                                                                                  | SIMS                                         | Sega | 1. dubna 1999      | 6. října 1999      | 14. října 1999                        |
| Sega Bass Fishing 2                                                                                | Wow Entertainment                            | Sega | 30. srpna 2001     | 21. srpna 2001     | Nevydáno                              |
| Sega Extreme Sports Xtreme SportsSA                                                                | Innerloop Studios                            | SegaJP/PAL InfogramesSA                                                                                           | 6. září 2001       | 28. listopadu 2000 | 27. října 2000                        |
| Sega GT                                                                                            | Wow Entertainment Tose                       | Sega | 17. února 2000     | 29. srpna 2000     | 1. prosince 2000                      |
| Segagaga                                                                                           | Hitmaker                                     | Sega | 29. března 2001    | Nevydáno           | Nevydáno                              |
| Sega Marine Fishing                                                                                | Wow Entertainment                            | Sega | 19. října 2000     | 16. října 2000     | Nevydáno                              |
| Sega Rally Championship 2                                                                          | Sega AM Annex Smilebit                       | Sega | 28. ledna 1999     | 30. listopadu 1999 | 14. října 1999                        |
| Sega Smash Pack Vol. 1                                                                             | Sega                                         | Sega | Nevydáno           | 30. ledna 2001     | Nevydáno                              |
| Sega Swirl                                                                                         | Tremor Entertainment                         | Sega | 2000               | 2. února 2000      | 2000                                  |
| Sega Tetris                                                                                        | Wow Entertainment                            | Sega | 23. listopadu 2000 | Nevydáno           | Nevydáno                              |
| Sega Worldwide Soccer 2000                                                                         | Silicon Dreams Studio                        | Sega | Nevydáno           | Nevydáno           | 1. prosince 1999                      |
| Sega Worldwide Soccer 2000 Euro Edition                                                            | Silicon Dreams Studio                        | Sega | Nevydáno           | Nevydáno           | 26. května 2000                       |
| Seireiki Rayblade                                                                                  | Winkysoft                                    | Winkysoft | 28. září 2000      | Nevydáno           | Nevydáno                              |
| Sekai Fushigi Hakken! Troy                                                                         | Hitachi Media Force                          | TBS | 22. července 1999  | Nevydáno           | Nevydáno                              |
| Sengoku Turb                                                                                       | NEC Home Electronics qnep                    | NEC Home Electronics                                                                                              | 14. ledna 1999     | Nevydáno           | Nevydáno                              |
| Sengoku Turb: Fanfan I love me Dunce-doublentendre                                                 | NEC Home Electronics qnep                    | NEC Home Electronics                                                                                              | 23. prosince 1999  | Nevydáno           | Nevydáno                              |
| Sentimental Graffiti 2                                                                             | NEC Interchannel                             | NEC Interchannel                                                                                                  | 27. července 2000  | Nevydáno           | Nevydáno                              |
| Sentimental Graffiti: Yakusoku                                                                     | NEC Interchannel                             | NEC Interchannel                                                                                                  | 25. prosince 2003  | Nevydáno           | Nevydáno                              |
| Seventh Cross: Evolution                                                                           | HuneX                                        | NEC Home ElectronicsJP UFO Interactive GamesSA                                                                    | 23. prosince 1998  | 15. ledna 2000     | Nevydáno                              |
| Shadow Man                                                                                         | Acclaim Studios Teesside                     | Acclaim Entertainment                                                                                             | Nevydáno           | 1. prosince 1999   | ledna 2000                            |
| Shanghai Dynasty                                                                                   | Success                                      | Success | 16. března 2000    | Nevydáno           | Nevydáno                              |
| Shenmue                                                                                            | Sega AM2                                     | Sega | 29. prosince 1999  | 7. listopadu 2000  | 1. prosince 2000                      |
| Shenmue II                                                                                         | Sega AM2                                     | Sega | 6. září 2001       | Nevydáno           | 23. listopadu 2001                    |
| Shikigami no Shiro II                                                                              | Alfa System                                  | Alfa System | 25. března 2004    | Nevydáno           | Nevydáno                              |
| Shin Honkaku Hanafuda                                                                              | Altron                                       | Altron | 22. července 1999  | Nevydáno           | Nevydáno                              |
| The Shinri Game                                                                                    | Visit                                        | Visit | 1. února 2001      | Nevydáno           | Nevydáno                              |
| Shinseiki Evangelion: Ayanami Rei Ikusei Keikaku                                                   | Gainax Broccoli                              | Broccoli | 18. dubna 2002     | Nevydáno           | Nevydáno                              |
| Shinseiki Evangelion: Typing E-Keikaku                                                             | Gainax                                       | Gainax | 19. dubna 2001     | Nevydáno           | Nevydáno                              |
| Shinseiki Evangelion: Typing Hokan Keikaku                                                         | Gainax                                       | Gainax | 30. srpna 2001     | Nevydáno           | Nevydáno                              |
| Shin Nihon Pro Wrestling Toukon Retsuden 4                                                         | Yuke's                                       | Tomy | 2. září 1999       | Nevydáno           | Nevydáno                              |
| Shirotsume Souwa -Episode of the Clovers                                                           | Littlewitch                                  | NEC Interchannel                                                                                                  | 26. června 2003    | Nevydáno           | Nevydáno                              |
| Silent Scope                                                                                       | Konami                                       | Konami | 12. října 2000     | 23. října 2000     | 17. listopadu 2000                    |
| Silver                                                                                             | Spiral House                                 | Infogrames | Nevydáno           | 28. června 2000    | 30. června 2000                       |
| Simple 2000 Series DC Vol.01: Bitter Sweet Fools: The Renai Adventure                              | HuneX                                        | D3 Publisher | 29. srpna 2002     | Nevydáno           | Nevydáno                              |
| Simple 2000 Series DC Vol.02: Natsuiro Celebration: The Renai Simulation                           | HuneX                                        | D3 Publisher | 26. září 2002      | Nevydáno           | Nevydáno                              |
| Simple 2000 Series DC Vol.03: Fureai: The Renai Simulation                                         | HuneX                                        | D3 Publisher | 26. září 2002      | Nevydáno           | Nevydáno                              |
| Simple 2000 Series DC Vol.04: Okaeritsu!: The Renai Adventure                                      | HuneX                                        | D3 Publisher | 26. září 2002      | Nevydáno           | Nevydáno                              |
| Sister Princess Premium Edition                                                                    | Stack                                        | MediaWorks | 28. března 2002    | Nevydáno           | Nevydáno                              |
| Skies of Arcadia                                                                                   | Overworks                                    | Sega | 5. října 2000      | 13. listopadu 2000 | 27. dubna 2001                        |
| Slave Zero                                                                                         | Infogrames North America                     | Inforgrames North AmericaSA Infogrames MultimediaPAL                                                              | Nevydáno           | 17. listopadu 1999 | 24. března 2000                       |
| Sno-Cross Championship Racing                                                                      | Unique Development Studios                   | Crave EntertainmentSA Ubi SoftPAL                                                                                 | Nevydáno           | 29. listopadu 2000 | 19. ledna 2001                        |
| Snow                                                                                               | Studio Mebius                                | NEC Interchannel                                                                                                  | 25. září 2003      | Nevydáno           | Nevydáno                              |
| Soldier of Fortune                                                                                 | Runecraft                                    | Crave Entertainment                                                                                               | Nevydáno           | 26. července 2001  | 2001                                  |
| Sonic Adventure                                                                                    | Sonic Team                                   | Sega | 23. prosince 1998  | 9. září 1999       | 14. října 1999                        |
| Sonic Adventure 2                                                                                  | Sonic Team USA                               | Sega | 23. června 2001    | 19. června 2001    | 23. června 2001                       |
| Sonic Shuffle                                                                                      | Sega Hudson Soft                             | Sega | 21. prosince 2000  | 14. listopadu 2000 | 9. března 2001                        |
| Sorcerian: Šičisei mahó no šito                                                                    | Exe-Create Media JuGGLer                     | Victor Interactive Software                                                                                       | 27. dubna 2000     | Nevydáno           | Nevydáno                              |
| Soukou no Kihei: Space Griffon                                                                     | Panther Software                             | Panther Software                                                                                                  | 3. listopadu 1999  | Nevydáno           | Nevydáno                              |
| Soulcalibur                                                                                        | Namco                                        | Namco | 5. srpna 1999      | 9. září 1999       | 1. prosince 1999                      |
| Soul Fighter                                                                                       | Toka                                         | Red Orb EntertainmentSA MindscapePAL                                                                              | Nevydáno           | 23. listopadu 1999 | 1999                                  |
| South Park: Chef's Luv Shack                                                                       | Acclaim Studios Austin                       | Acclaim Entertainment                                                                                             | Nevydáno           | 18. listopadu 1999 | 1999                                  |
| South Park Rally                                                                                   | Tantalus Interactive                         | Acclaim Entertainment                                                                                             | Nevydáno           | 7. července 2000   | 28. července 2000                     |
| Space Channel 5                                                                                    | Sega AM9                                     | Sega | 16. prosince 1999  | 6. června 2000     | 6. října 2000                         |
| Space Channel 5: Part 2                                                                            | United Game Artists                          | Sega | 14. února 2002     | Nevydáno           | Nevydáno                              |
| Spawn: In the Demon's Hand                                                                         | Capcom                                       | CapcomJP/SA Eidos InteractivePAL                                                                                  | 10. srpna 2000     | 18. října 2000     | 19. ledna 2001                        |
| Spec Ops II: Omega Squad                                                                           | Runecraft                                    | Ripcord Games | Nevydáno           | 25. října 2000     | 10. srpna 2001                        |
| Speed Devils                                                                                       | Ubi Soft Montreal                            | Ubi Soft | 18. listopadu 1999 | 29. října 1999     | 14. října 1999                        |
| Speed Devils: Online Racing                                                                        | Ubi Soft Montreal                            | Ubi Soft | Nevydáno           | 13. prosince 2000  | 2. února 2001                         |
| Spider-Man                                                                                         | Treyarch                                     | Activision | Nevydáno           | 1. května 2001     | 1. června 2001                        |
| Spirit of Speed 1937                                                                               | Broadsword Interactive                       | LJNcelosvětově Acclaim Entertainment / TaitoJP                                                                    | 5. dubna 2001      | 27. června 2000    | 9. června 2000EU 28. července 2000AUS |
| Sports Jam                                                                                         | Wow Entertainment                            | SegaJP AgetecSA                                                                                                   | 12. dubna 2001     | července 2001      | Nevydáno                              |
| Star Wars: Demolition                                                                              | Luxoflux                                     | LucasArts | Nevydáno           | 20. listopadu 2000 | 15. prosince 2000                     |
| Star Wars Episode I: Jedi Power Battles                                                            | LucasArts                                    | LucasArts | Nevydáno           | 4. října 2000      | října 2000                            |
| Star Wars Episode I: Racer                                                                         | LucasArts                                    | LucasArts | Nevydáno           | 3. dubna 2000      | 28. července 2000                     |
| Starlancer                                                                                         | Warthog Games Digital Anvil                  | Crave EntertainmentSA Ubi SoftPAL                                                                                 | Nevydáno           | 6. prosince 2000   | 23. března 2001                       |
| Street Fighter Alpha 3                                                                             | Capcom                                       | CapcomJP/SA Virgin Interactive EntertainmentPAL                                                                   | 8. července 1999   | 24. května 2000    | 14. září 2000AUS 29. září 2000EU      |
| Street Fighter III: 3rd Strike                                                                     | Capcom                                       | CapcomJP/SA Virgin Interactive EntertainmentPAL                                                                   | 29. června 2000    | 4. října 2000      | 2000                                  |
| Street Fighter III: Double Impact                                                                  | Capcom                                       | CapcomJP/SA Virgin Interactive EntertainmentPAL                                                                   | 16. prosince 1999  | 20. června 2000    | 15. září 2000                         |
| Street Fighter Zero 3: Saikyō-ryū Dōjō for Matching Service                                        | Capcom                                       | Capcom | 15. února 2001     | Nevydáno           | Nevydáno                              |
| Stunt GP                                                                                           | Team17                                       | Eon Digital Entertainment                                                                                         | Nevydáno           | Nevydáno           | 8. června 2001                        |
| Stupid Invaders                                                                                    | Titanium Studios                             | Ubi Soft | Nevydáno           | 20. června 2001    | 18. května 2001                       |
| Suigetsu: Mayoigokoro                                                                              | F&C・FC02                                    | KID | 28. října 2004     | Nevydáno           | Nevydáno                              |
| Suika                                                                                              | Circus                                       | PrincessSoft | 18. července 2002  | Nevydáno           | Nevydáno                              |
| Sunrise Eiyuutan                                                                                   | Atelier-Sai                                  | Sunrise Interactive                                                                                               | 2. prosince 1999   | Nevydáno           | Nevydáno                              |
| Super Magnetic Neo                                                                                 | Genki                                        | GenkiJP Crave Entertainmentcelosvětově                                                                            | 3. února 2000      | 15. června 2000    | 4. srpna 2000                         |
| Super Producers: Mezase Show Biz Kai                                                               | Hudson Soft                                  | Hudson Soft | 11. listopadu 1999 | Nevydáno           | Nevydáno                              |
| Super Puzzle Fighter II X for Matching Service                                                     | Capcom                                       | Capcom | 5. července 2001   | Nevydáno           | Nevydáno                              |
| Super Robot Taisen Alpha for Dreamcast                                                             | Banpresto                                    | Banpresto | 30. srpna 2001     | Nevydáno           | Nevydáno                              |
| Super Runabout                                                                                     | Climax Entertainment                         | Climax Entertainment                                                                                              | 25. května 2000    | Nevydáno           | Nevydáno                              |
| Super Runabout: San Francisco Edition                                                              | Climax Entertainment                         | Interplay EntertainmentSA Virgin Interactive EntertainmentPAL Climax EntertainmentJP                              | 21. června 2001    | 24. října 2000     | 24. listopadu 2000                    |
| Super Street Fighter II X for Matching Service                                                     | Capcom                                       | Capcom | 22. prosince 2000  | Nevydáno           | Nevydáno                              |
| Surf Rocket Racers                                                                                 | CRI                                          | Crave Entertainmentcelosvětově CRIJP                                                                              | March 22, 2001     | 28. února 2001     | 15. prosince 2000                     |
| Suzuki Alstare Extreme Racing Redline RacerJP                                                      | Criterion Games                              | ImagineerJP Ubi Softcelosvětově                                                                                   | 29. dubna 1999     | 11. listopadu 1999 | 26. listopadu 1999                    |
| Sweet Season                                                                                       | Takuyo                                       | Takuyo | 23. října 2003     | Nevydáno           | Nevydáno                              |
| Sword of the Berserk: Guts' Rage                                                                   | Yuke's                                       | ASCII CorporationJP Eidos Interactivecelosvětově                                                                  | 16. prosince 1999  | 16. března 2000    | 19. května 2000                       |
| Sydney 2000                                                                                        | Attention to Detail                          | Eidos Interactivecelosvětově CapcomJP                                                                             | 26. října 2000     | 28. srpna 2000     | 4. září 2000                          |
| Taisen Net Gimmick: Capcom & Psikyo All Stars                                                      | Psikyo                                       | Capcom | 28. června 2001    | Nevydáno           | Nevydáno                              |
| Tako no Marine                                                                                     | Microcabin                                   | Microcabin | 16. května 2002    | Nevydáno           | Nevydáno                              |
| Tamakyuu                                                                                           | Tsuki Boshi Gumi                             | NEC Interchannel                                                                                                  | 29. ledna 2004     | Nevydáno           | Nevydáno                              |
| Tanaka Torahiko no Uru Toraryuu Shogi: Ibisha Anaguma-hen                                          | Arc System Works                             | Arc System Works                                                                                                  | 11. listopadu 1999 | Nevydáno           | Nevydáno                              |
| Tantei Shinshi Dash!                                                                               | Abel                                         | Abel | 21. prosince 2000  | Nevydáno           | Nevydáno                              |
| Taxi 2                                                                                             | Blue Sphere Games                            | Ubi Soft | Nevydáno           | Nevydáno           | 30. listopadu 2000                    |
| Tech Romancer                                                                                      | Capcom                                       | CapcomJP/SA Virgin Interactive EntertainmentPAL                                                                   | 13. ledna 2000     | 15. června 2000    | 7. července 2000                      |
| Tech Romancer for Matching Service                                                                 | Capcom                                       | Capcom | 18. ledna 2001     | Nevydáno           | Nevydáno                              |
| Tee Off Golf Shiyō YoJP                                                                            | Bottom Up                                    | Bottom UpJP Acclaim Entertainmentcelosvětově                                                                      | 9. prosince 1999   | 12. ledna 2000     | 12. ledna 2000                        |
| Tenohira wo, Taiyou ni                                                                             | Clear                                        | PrincessSoft | 25. března 2004    | Nevydáno           | Nevydáno                              |
| Tentama: 1st Sunny Side                                                                            | KID                                          | KID | 25. října 2001     | Nevydáno           | Nevydáno                              |
| Tetris 4D                                                                                          | Bullet-Proof Software                        | Bullet-Proof Software                                                                                             | 23. prosince 1998  | Nevydáno           | Nevydáno                              |
| Test Drive 6                                                                                       | Pitbull Syndicate                            | Infogrames North America                                                                                          | Nevydáno           | 21. prosince 1999  | Nevydáno                              |
| Test Drive Le Mans Le Mans 24 HoursJP/PAL                                                          | Infogrames Melbourne House                   | Infogrames | 15. března 2001    | 8. listopadu 2000  | 17. listopadu 2000                    |
| Time Stalkers                                                                                      | Climax Entertainment                         | Sega | 15. září 1999      | 28. března 2000    | 10. listopadu 2000                    |
| TNN Motorsports HardCore Heat Buggy HeatJP/PAL                                                     | CRI                                          | CRIJP ASC GamesSA SegaPAL                                                                                         | 8. července 1999   | 9. září 1999       | 22. října 1999                        |
| Tokyo Xtreme Racer Shutokō BattleJP Tokyo Highway ChallengePAL                                     | Genki                                        | GenkiJP Crave Entertainmentcelosvětově                                                                            | 24. června 1999    | 9. září 1999       | 14. října 1999                        |
| Tokyo Xtreme Racer 2 Shutokō Battle 2JP Tokyo Highway Challenge 2PAL                               | Genki                                        | GenkiJP Crave EntertainmentSA Ubi SoftPAL                                                                         | 22. června 2000    | 26. září 2000      | 19. ledna 2001                        |
| Tokusatsu Bouken Katsugeki Super Hero Retsuden                                                     | ALU Adventure Planning Service               | Banpresto | 27. července 2000  | Nevydáno           | Nevydáno                              |
| Tokyo Bus Guide                                                                                    | Fortyfive                                    | Fortyfive | 23. prosince 1999  | Nevydáno           | Nevydáno                              |
| Tokyo Bus Guide with Bijin Bus Guide Tenjou Pack                                                   | Fortyfive                                    | Fortyfive | 21. prosince 2000  | Nevydáno           | Nevydáno                              |
| Tom Clancy's Rainbow Six                                                                           | Pipe Dream Interactive                       | Majesco Sales | Nevydáno           | 3. května 2000     | 2. února 2001                         |
| Tom Clancy's Rainbow Six: Rogue Spear                                                              | Pipe Dream Interactive                       | Majesco Sales | Nevydáno           | 20. listopadu 2000 | 4. května 2001                        |
| Tomb Raider: Chronicles                                                                            | Core Design                                  | Eidos Interactive                                                                                                 | Nevydáno           | 26. listopadu 2000 | 15. prosince 2000                     |
| Tomb Raider: The Last Revelation                                                                   | Core Design                                  | Eidos Interactivecelosvětově CapcomJP                                                                             | 19. července 2000  | 25. března 2000    | 24. března 2000                       |
| Tony Hawk's Pro Skater Tony Hawk's SkateboardingPAL                                                | Treyarch                                     | Crave Entertainment                                                                                               | Nevydáno           | 24. května 2000    | 29. června 2000                       |
| Tony Hawk's Pro Skater 2                                                                           | Treyarch                                     | Activision | Nevydáno           | 7. listopadu 2000  | 15. prosince 2000                     |
| Toy Commander                                                                                      | No Cliche                                    | Sega | 6. ledna 2000      | 2. listopadu 1999  | 14. října 1999                        |
| Toy Racer                                                                                          | No Cliche                                    | Sega | Nevydáno           | Nevydáno           | 22. prosince 2000                     |
| Toy Story 2: Buzz Lightyear to the Rescue!                                                         | Traveller's Tales                            | Activision | Nevydáno           | 5. července 2000   | 2000                                  |
| Treasure Strike                                                                                    | KID h.a.n.d.                                 | KID | 17. února 2000     | Nevydáno           | Nevydáno                              |
| TrickStyle                                                                                         | Criterion Games                              | Acclaim Entertainment                                                                                             | Nevydáno           | 9. září 1999       | 14. října 1999                        |
| Tricolore Crise                                                                                    | HuneX                                        | Victor Interactive Software                                                                                       | 9. listopadu 2000  | Nevydáno           | Nevydáno                              |
| Triggerheart Exelica                                                                               | Warashi                                      | Warashi | 22. února 2007     | Nevydáno           | Nevydáno                              |
| Trizeal                                                                                            | Triangle Service                             | Triangle Service                                                                                                  | 7. dubna 2005      | Nevydáno           | Nevydáno                              |
| Tsukiha Higashini Hiha Nishini: Operation Sanctuary                                                | August                                       | Alchemist | 24. června 2004    | Nevydáno           | Nevydáno                              |
| Tsuushin Taisen Logic Battle Daisessen                                                             | Fortyfive                                    | Fortyfive | 11. května 2000    | Nevydáno           | Nevydáno                              |
| Twinkle Star Sprites                                                                               | ADK                                          | SNK | 23. března 2000    | Nevydáno           | Nevydáno                              |
| Typing of the Date                                                                                 | Hudson Soft                                  | Hudson Soft | 27. září 2001      | Nevydáno           | Nevydáno                              |
| The Typing of the Dead                                                                             | Wow Entertainment Smilebit                   | Sega | 30. března 2000    | 23. ledna 2001     | Nevydáno                              |
| UEFA Dream Soccer                                                                                  | Silicon Dreams Studio                        | Sega | Nevydáno           | Nevydáno           | 8. prosince 2000                      |
| UEFA Striker Super Euro Soccer 2000JP Striker Pro 2000SA                                           | Rage Software                                | Infogramescelosvětově ImagineerJP                                                                                 | 6. dubna 2000      | 15. května 2000    | 22. října 1999                        |
| Ultimate Fighting Championship                                                                     | Anchor Inc.                                  | Crave EntertainmentSA Ubi SoftPAL CapcomJP                                                                        | 25. ledna 2001     | 30. srpna 2000     | 8. prosince 2000                      |
| Undercover AD2025 Kei                                                                              | Pulse Interactive                            | Pulse Interactive                                                                                                 | 27. ledna 2000     | Nevydáno           | Nevydáno                              |
| Under Defeat                                                                                       | G.rev                                        | G.rev | 23. března 2006    | Nevydáno           | Nevydáno                              |
| Unreal Tournament                                                                                  | Secret Level                                 | Infogrames | Nevydáno           | 13. března 2001    | 29. června 2001                       |
| Urban Chaos                                                                                        | Mucky Foot Productions                       | Eidos Interactive                                                                                                 | Nevydáno           | 13. listopadu 2000 | 6. října 2000                         |
| Utau: Tumbling Dice                                                                                | EMU                                          | Reindeer | 24. června 2004    | Nevydáno           | Nevydáno                              |
| V-Rally 2 Test Drive V-RallySA                                                                     | Eden Studios                                 | Infogrames | Nevydáno           | 18. října 2000     | 26. května 2000                       |
| Vampire Chronicle for Matching Service                                                             | Capcom                                       | Capcom | 10. srpna 2000     | Nevydáno           | Nevydáno                              |
| Vanishing Point                                                                                    | Clockwork Games                              | Acclaim Entertainment                                                                                             | Nevydáno           | 3. ledna 2001      | 19. ledna 2001                        |
| Vermilion Desert                                                                                   | Riverhillsoft                                | Riverhillsoft | 2. prosince 1999   | Nevydáno           | Nevydáno                              |
| Vigilante 8: 2nd Offense                                                                           | Luxoflux                                     | Activisioncelosvětově Syscom EntertainmentJP                                                                      | 23. března 2000    | 22. prosince 1999  | 18. února 2000                        |
| Virtua Athlete 2K Virtua Athlete 2000SA                                                            | Hitmaker                                     | SegaJP/PAL AgetecSA                                                                                               | 27. července 2000  | 12. září 2000      | 25. srpna 2000                        |
| Virtua Cop 2                                                                                       | Sega AM2                                     | Sega | 2. března 2000     | Nevydáno           | Nevydáno                              |
| Virtua Fighter 3tb                                                                                 | Sega AM2 Genki                               | Sega | 27. listopadu 1998 | 18. října 1999     | 14. října 1999                        |
| Virtua Striker 2 Virtua Striker 2 ver. 2000.1JP/PAL                                                | Sega Genki                                   | Sega | 2. prosince 1999   | 14. března 2000    | 29. února 2000                        |
| Virtua Tennis                                                                                      | Hitmaker                                     | Sega | 23. listopadu 2000 | 11. července 2000  | 8. září 2000                          |
| Virtua Tennis 2 Tennis 2K2SA                                                                       | Hitmaker                                     | Sega | 15. listopadu 2001 | 23. října 2001     | 23. listopadu 2001                    |
| Wacky Races                                                                                        | Infogrames Sheffield House                   | Infogrames | Nevydáno           | 27. června 2000    | 30. června 2000                       |
| Walt Disney World Quest: Magical Racing Tour                                                       | Prolific Publishing                          | Eidos Interactive                                                                                                 | Nevydáno           | 19. července 2000  | 1. září 2000                          |
| Weakness Hero Torauman DC                                                                          | NEC Interchannel                             | Fortyfive | 28. února 2002     | Nevydáno           | Nevydáno                              |
| Web Mystery: Yochimu Wo Miru Neko                                                                  | Studio Mebius                                | Studio Mebius | 22. dubna 1999     | Nevydáno           | Nevydáno                              |
| Wetrix+                                                                                            | Zed Two                                      | Acclaim EntertainmentSA Take-Two InteractivePAL                                                                   | Nevydáno           | 16. prosince 1999  | 31. března 2000                       |
| Who Wants to Be a Millionaire?                                                                     | Hothouse Creations                           | Eidos Interactive                                                                                                 | Nevydáno           | Nevydáno           | 29. září 2000                         |
| Who Wants to Beat Up a Millionaire                                                                 | Hypnotix                                     | Simon & Schuster Interactive                                                                                      | Nevydáno           | října 2000         | Nevydáno                              |
| Wild Metal                                                                                         | DMA Design                                   | Rockstar Games | Nevydáno           | 1. února 2000      | 1. února 2000                         |
| Wind: A Breath of Heart                                                                            | HuneX                                        | Alchemist | 30. ledna 2003     | Nevydáno           | Nevydáno                              |
| Winning Post 4 Program 2000                                                                        | Koei                                         | Koei | 30. března 2000    | Nevydáno           | Nevydáno                              |
| World Neverland Plus: Orurudo Oukoku Monogatari                                                    | Riverhillsoft                                | Riverhillsoft | 15. července 1999  | Nevydáno           | Nevydáno                              |
| World Neverland 2 Plus: Pluto Kyouwakoku Monogatari                                                | Riverhillsoft                                | Riverhillsoft | 30. března 2000    | Nevydáno           | Nevydáno                              |
| World Series Baseball 2K1                                                                          | Wow Entertainment                            | Sega | 22. března 2001    | 25. července 2000  | Nevydáno                              |
| World Series Baseball 2K2                                                                          | Visual Concepts                              | Sega | 18. dubna 2002     | 14. srpna 2001     | Nevydáno                              |
| Worms Armageddon                                                                                   | Team17                                       | Hasbro Interactive (jako MicroProse)                                                                              | Nevydáno           | 11. prosince 1999  | 30. listopadu 1999                    |
| Worms World Party                                                                                  | Team17                                       | Titus Interactive                                                                                                 | Nevydáno           | 4. června 2001     | 27. dubna 2001                        |
| WWF Attitude                                                                                       | Acclaim Studios Salt Lake City               | Acclaim Sports | Nevydáno           | 9. listopadu 1999  | 5. listopadu 1999                     |
| WWF Royal Rumble                                                                                   | Yuke's                                       | THQcelosvětově Yuke'sJP                                                                                           | 26. dubna 2001     | 14. srpna 2000     | 22. září 2000                         |
| Yoshia no Oka de Nekoronde...                                                                      | Mesa                                         | Naxat Soft | 20. prosince 2001  | Nevydáno           | Nevydáno                              |
| Yu Suzuki Game Works Vol. 1                                                                        | Sega AM2                                     | Sega | 20. prosince 2001  | Nevydáno           | Nevydáno                              |
| Yukawa Motosenmu no Otakara Sagashi                                                                | Sega                                         | Sega | 20. března 1999    | Nevydáno           | Nevydáno                              |
| Yuki Gatari                                                                                        | Takuyo                                       | Takuyo | 26. prosince 2002  | Nevydáno           | Nevydáno                              |
| Yuukyuu Gensoukyoku 3: Perpetual Blue                                                              | Starlight Marry                              | MediaWorks | 22. prosince 1999  | Nevydáno           | Nevydáno                              |
| Yume Baken '99 Internet                                                                            | Shangri-La                                   | Shangri-La | 21. října 1999     | Nevydáno           | Nevydáno                              |
| Yume no Tsubasa: Fate of Heart                                                                     | KID                                          | KID | 26. července 2001  | Nevydáno           | Nevydáno                              |
| Zero Gunner 2                                                                                      | Psikyo                                       | Psikyo | 6. září 2001       | Nevydáno           | Nevydáno                              |
| Zombie Revenge                                                                                     | Sega Data East                               | Sega | 25. listopadu 1999 | 25. ledna 2000     | 9. června 2000                        |
| Zusar Vasar                                                                                        | Real Vision                                  | Real Vision | 27. července 2000  | Nevydáno           | Nevydáno                              |